# Nekrolog 1898
Nekrolog
◄◄
| ◄
| 1894
| 1895
| 1896
| 1897
| 1898 | 1899 | 1900 | 1901 | 1902 | ► | ►►
Weitere Ereignisse | Allgemeiner Nekrolog 1898
Die Beschreibung der verstorbenen Person sollte so kurz wie möglich gehalten sein und nur deren signifikante Tätigkeit(en) enthalten.
Neue Namen ggf. auch unter dem Geburts- und Sterbedatum, also etwa unter 1. Januar und im Geburts- und Sterbejahr (2024) eintragen (nur bei entsprechender großer Wichtigkeit). Für Beispiele siehe die schon vorhandenen Artikel.
Außerdem über die fünf zuletzt Verstorbenen, zu denen es einen ausreichend guten Artikel für eine Präsentation auf der Hauptseite gibt, nach der todesbedingten Überarbeitung der Artikel ggf. auch unter Wikipedia Diskussion:Hauptseite informieren und sie am besten auch in den anderen Wikipedia-Sprachversionen eintragen. Tipp: Regelmäßig bei news.google.de nach „ist tot“, „gestorben“ oder „verstorben“ suchen.
Wenn eine Person gestorben ist, gibt es viele Seiten zu dieser Person in der Wikipedia, die davon auch betroffen sind und entsprechend aktualisiert werden müssen. Beispiele: Namenübersichtsseite, Geburtsjahr, Geburtsort-Seiten und viele mehr.
Wie finde ich die betroffenen Seiten?
Im Suchfeld auf der linken Seite gibt man den Suchbegriff so ein: „Vorname Nachname“. Dann klickt man auf Volltext und alle Seiten mit entsprechendem Suchtext werden aufgerufen. Hier sieht man dann schnell, wo auch das Todesjahr Sinn macht oder sogar ein Teil des Artikels angepasst werden muss. Auch hilft das „Werkzeug“ auf der linken Seite sehr gut, um solche Seiten aufzufinden: „Links auf diese Seite“. Somit ist die Wikipedia wieder aktuell in allen Bereichen! Hinweis: bei Eintragung der Kategorie „Gestorben JAHR“ wird der Missbrauchsfilter 49 ausgelöst, was jedoch nicht schlimm ist. Siehe: Spezial:Missbrauchsfilter/49
Dies ist eine Liste von im Jahr 1898 verstorbenen bekannten Persönlichkeiten. Die Einträge erfolgen innerhalb der einzelnen Daten alphabetisch sortiert. Tiere sind im Nekrolog für Tiere zu finden.

## Januar
| Tag        | Name                                                          | Beruf, bekannt als                                                             | Alter | Beleg |
| ---------- | ------------------------------------------------------------- | ------------------------------------------------------------------------------ | ----- | ----- |
| 1. Januar  | Douwe Casparus van Dam                                        | niederländischer Naturforscher und Museumswärter                               | 70    |       |
| 2. Januar  | Edward Augustus Bond                                          | britischer Bibliothekar und Paläograph                                         | 82    |       |
| 2. Januar  | Adam Pitthan                                                  | Landtagsabgeordneter Großherzogtum Hessen                                      | 73    |       |
| 3. Januar  | Lawrence Sullivan Ross                                        | General, Universitäts-Präsident und der 20. Gouverneur von Texas               | 59    |       |
| 4. Januar  | Theodor Giesrau                                               | österreichischer Theaterschauspieler, Theaterdirektor                          | 68    |       |
| 4. Januar  | Johnson Hagood                                                | Gouverneur von South Carolina                                                  | 68    |       |
| 5. Januar  | Max Lossen                                                    | deutscher Historiker                                                           | 55    |       |
| 6. Januar  | Fridolin Reynold                                              | Schweizer Politiker und Staatskanzler                                          | 77    |       |
| 7. Januar  | Heinrich Herzog                                               | Schweizer Lehrer und Jugendschriftsteller                                      | 75    |       |
| 7. Januar  | Heinrich Lichner                                              | deutscher Komponist                                                            | 68    |       |
| 7. Januar  | Anton von Schönfeld                                           | österreichischer General                                                       | 70    |       |
| 8. Januar  | Alexandre Dubuque                                             | russischer Pianist und Komponist                                               | 85    |       |
| 8. Januar  | Achille Emperaire                                             | französischer Maler                                                            | 68    |       |
| 8. Januar  | Emil Pirazzi                                                  | deutscher Unternehmer und Schriftsteller                                       | 65    |       |
| 8. Januar  | Carl Johann Friedrich Wilhelm Ruprecht                        | deutscher Verleger                                                             | 76    |       |
| 8. Januar  | Giocondo Storni                                               | Schweizer römisch-katholischer Geistlicher                                     | 80    |       |
| 8. Januar  | Anton Walli                                                   | deutscher Jurist, Mitglied der Badischen Ständeversammlung                     | 81    |       |
| 9. Januar  | Johann von Hasslinger-Hassingen                               | österreichischer Komponist und Organist                                        | 75    |       |
| 9. Januar  | Ernst de Maizière                                             | deutscher Jurist                                                               | 56    |       |
| 9. Januar  | Johann Tomaschek (Johann Adolph Tomaschek Edler von Stratowa) | österreichischer Jurist, Rechtshistoriker und Archivar                         | 75    |       |
| 10. Januar | Juan Fermín de Aycinena y Aycinena                            | guatemaltekischer Dichter                                                      | 59    |       |
| 10. Januar | Wilhelm Pieper                                                | deutscher Revolutionär, Journalist und Philologe                               |       |       |
| 11. Januar | Gaetano Capocci                                               | italienischer Kirchenmusiker, Organist und Komponist                           | 86    |       |
| 11. Januar | Erwin Rohde                                                   | deutscher Klassischer Philologe                                                | 52    |       |
| 11. Januar | Wilhelm Zierold                                               | deutscher Rittergutsbesitzer und Parlamentarier                                | 72    |       |
| 12. Januar | John Bratton                                                  | General der Konföderierten Staaten im Amerikanischen Bürgerkrieg und Politiker | 66    |       |
| 12. Januar | Mary Cowden Clarke                                            | britische Dichterin und Literaturwissenschaftlerin                             | 88    |       |
| 12. Januar | Jean Linden                                                   | luxemburgisch-belgischer Botaniker                                             | 80    |       |
| 13. Januar | Oskar Eichberg                                                | Pianist, Komponist, Autor                                                      |       |       |
| 13. Januar | James Richmond                                                | schottischer Fußballspieler                                                    | 39    |       |
| 13. Januar | Michael Hubert Schmitz                                        | deutscher königlicher Hofglasmaler                                             | 67    |       |
| 13. Januar | Hugo Solger                                                   | preußischer Jurist, Verwaltungsbeamter und Parlamentarier                      | 79    |       |
| 13. Januar | Anton Ludwig Sombart                                          | deutscher Geodät, Rittergutsbesitzer und Politiker                             | 81    |       |
| 14. Januar | Lewis Carroll                                                 | britischer Schriftsteller, Mathematiker und Fotograf                           | 65    |       |
| 14. Januar | Hugo Hillmann                                                 | sozialdemokratischer Politiker                                                 | 74    |       |
| 15. Januar | Ludwig von Hagn                                               | deutscher Maler                                                                | 78    |       |
| 15. Januar | Friedrich Küchler                                             | Provinzialdirektor der Provinz Rheinhessen und Ehrenbürger von Mainz           | 75    |       |
| 15. Januar | Lucjan Malinowski                                             | polnischer Linguist, Hochschullehrer in Krakau                                 | 58    |       |
| 15. Januar | Antoine François Marmontel                                    | französischer Komponist                                                        | 81    |       |
| 15. Januar | William Wirt Watkins                                          | US-amerikanischer Politiker                                                    | 71    |       |
| 16. Januar | Karl Bernatz                                                  | deutscher Architekt und bayerischer Baubeamter                                 | 66    |       |
| 16. Januar | Ernesto Bruni                                                 | Schweizer Jurist und Politiker                                                 | 82    |       |
| 16. Januar | Benjamin Butterworth                                          | US-amerikanischer Politiker (Republikanische Partei)                           | 60    |       |
| 17. Januar | Benjamin Stephen Hooper                                       | US-amerikanischer Politiker                                                    | 62    |       |
| 18. Januar | Nicolaas Henneman                                             | niederländischer Fotograf                                                      | 84    |       |
| 18. Januar | Henry George Liddell                                          | britischer Altphilologe und Lexikograf                                         | 86    |       |
| 18. Januar | Arved von Teichman und Logischen                              | preußischer Generalleutnant                                                    | 68    |       |
| 19. Januar | Emilie Culp                                                   | niederländische Sängerin                                                       | 29    |       |
| 19. Januar | Henri Deloncle                                                | französischer Journalist                                                       | 36    |       |
| 19. Januar | Julius Erhard                                                 | deutscher Unternehmer, Kommerzienrat und Sammler                               | 77    |       |
| 19. Januar | Wilhelm von Gültlingen                                        | deutscher Jurist und Politiker, MdR                                            | 63    |       |
| 19. Januar | Julius Rasch                                                  | Bürgermeister und preußischer Landrat                                          | 72    |       |
| 19. Januar | Édouard Sayous                                                | Schweizer Historiker und Essayist                                              | 56    |       |
| 19. Januar | Ernst Ludwig Taschenberg                                      | deutscher Entomologe                                                           | 80    |       |
| 20. Januar | Kosta Abrašević                                               | serbischer Dichter                                                             | 18    |       |
| 22. Januar | Josef Guldin                                                  | Schweizer Politiker                                                            | 86    |       |
| 22. Januar | John G. Nichols                                               | US-amerikanischer Politiker                                                    | 85    |       |
| 22. Januar | Oskar von Riesenthal                                          | deutscher Ornithologe und Schriftsteller                                       | 67    |       |
| 22. Januar | Carl-August Wiencke                                           | norwegischer Matrose und Antarktisfahrer                                       | 20    |       |
| 23. Januar | Oliver B. Shallenberger                                       | US-amerikanischer Ingenieur und Erfinder eines Wechselstromzählers             | 37    |       |
| 24. Januar | Albert Geul                                                   | deutscher Architekt und Hochschullehrer                                        | 69    |       |
| 24. Januar | Alfredo Antunes Kanthack                                      | brasilianischer Pathologe und Mikrobiologe                                     | 34    |       |
| 25. Januar | Frederick Dobson Middleton                                    | britischer General                                                             | 72    |       |
| 26. Januar | Johannes Streccius                                            | preußischer Generalleutnant                                                    | 66    |       |
| 26. Januar | Michail Stepanowitsch Beskrowny                               | russischer Schachspieler                                                       |       |       |
| 26. Januar | Julie Engelen                                                 | Ehefrau des Zentrumspolitikers Ludwig Windthorst                               | 92    |       |
| 26. Januar | Lajos Tisza                                                   | ungarischer Politiker                                                          | 65    |       |
| 27. Januar | Woldemar von Beust                                            | königlich-sächsischer Kreishauptmann                                           | 79    |       |
| 27. Januar | Guido Hammer                                                  | deutscher Maler und Zeichner                                                   | 76    |       |
| 27. Januar | Joseph von Joner-Tettenweiß                                   | bayerischer Offizier, zuletzt Generalmajor                                     | 76    |       |
| 27. Januar | Viktor von Maydell                                            | deutsch-baltischer Eisenbahningenieur und Oberbürgermeister von Reval          | 59    |       |
| 27. Januar | Karl Gustav von Sandrart                                      | preußischer Offizier, zuletzt General der Infanterie                           | 80    |       |
| 28. Januar | Hermann Butterweck                                            | deutscher Tänzer und Theaterschauspieler                                       | 81    |       |
| 28. Januar | Moritz von Ebner-Eschenbach                                   | österreichischer Offizier, Techniker und Erfinder                              | 82    |       |
| 28. Januar | Franz Fiala                                                   | mährisch-österreichischer Chemiker, Prähistoriker und Botaniker                | 36    |       |
| 28. Januar | Alexandru Flechtenmacher                                      | rumänischer Komponist, Violinist, Dirigent und Lehrer in Moldawien             | 74    |       |
| 28. Januar | Stephen Clark Foster                                          | US-amerikanischer Politiker                                                    |       |       |
| 29. Januar | Martin Egger                                                  | österreichischer Jesuitenpater und Physiker                                    | 65    |       |
| 29. Januar | Roberto Ivens                                                 | portugiesischer Offizier und Afrikaforscher                                    | 47    |       |
| 29. Januar | Donald C. McRuer                                              | US-amerikanischer Politiker                                                    | 71    |       |
| 30. Januar | Chichester Parkinson-Fortescue, 1. Baron Carlingford          | britischer Politiker der Liberal Party, Mitglied des House of Commons und Peer | 75    |       |
| 30. Januar | Jules Péan                                                    | französischer Chirurg                                                          | 67    |       |
| 30. Januar | Harris M. Plaisted                                            | US-amerikanischer Politiker                                                    | 69    |       |
| 30. Januar | Carl Friedrich Tamms                                          | erster Oberbürgermeister der Hansestadt Stralsund                              | 69    |       |
| 31. Januar | Charles A. O. McClellan                                       | US-amerikanischer Politiker                                                    | 62    |       |
| 31. Januar | Carl von Porenta                                              | slowenischer Jurist und Politiker                                              | 84    |       |

## Februar
| Tag         | Name                                     | Beruf, bekannt als                                                                                              | Alter | Beleg |
| ----------- | ---------------------------------------- | --- | ----- | ----- |
| 1. Februar  | Paul de Ladmirault                       | französischer General                                                                                           | 89    |       |
| 1. Februar  | Emmerich Stürtz                          | deutscher Verwaltungsjurist, Landrat des Kreises Düren                                                          | 86    |       |
| 1. Februar  | Thomas Larkin Thompson                   | US-amerikanischer Politiker                                                                                     | 59    |       |
| 2. Februar  | Karl von und zu Franckenstein            | österreichischer Diplomat und Botschafter                                                                       | 67    |       |
| 2. Februar  | August Frey                              | österreichischer Generaldirektor und Politiker                                                                  | 72    |       |
| 2. Februar  | Maria Katharina Kasper                   | Gründerin der Ordensgemeinschaft der Armen Dienstmägde Jesu Christi                                             | 77    |       |
| 2. Februar  | Alexander Oppenheim                      | deutscher Jurist und Fotograf                                                                                   | 78    |       |
| 3. Februar  | Sigismund Löw                            | deutsch-amerikanischer Bauingenieur und Bürgerführer                                                            | 72    |       |
| 3. Februar  | William Harrison Martin                  | US-amerikanischer Politiker                                                                                     | 74    |       |
| 4. Februar  | Carl Julius Bergstrøm                    | norwegischer Architekt                                                                                          |       |       |
| 4. Februar  | Bernhard Bunte                           | deutscher Klassischer Philologe und Gymnasiallehrer                                                             | 76    |       |
| 4. Februar  | Thomas A. Osborn                         | US-amerikanischer Politiker                                                                                     | 61    |       |
| 4. Februar  | George D. Wise                           | US-amerikanischer Politiker                                                                                     | 66    |       |
| 5. Februar  | Jean Albert Gauthier-Villars             | französischer Verleger                                                                                          | 69    |       |
| 5. Februar  | Wilhelm von Nolcken                      | russischer Ingenieur-Generalmajor und deutsch-baltischer Lepidopterologe                                        | 84    |       |
| 6. Februar  | Franz Curti                              | deutscher Komponist                                                                                             | 43    |       |
| 6. Februar  | Jean Paul Hasse                          | deutscher Anstaltspsychiater                                                                                    | 67    |       |
| 6. Februar  | Karl Klein                               | Bischof von Limburg                                                                                             | 79    |       |
| 6. Februar  | Rudolf Leuckart                          | deutscher Zoologe und Begründer der Parasitologie                                                               | 75    |       |
| 6. Februar  | Leopold Löffler                          | polnischer Maler                                                                                                | 70    |       |
| 6. Februar  | Joseph Rappenhöner                       | deutscher Geistlicher, Theologe und Hochschullehrer                                                             | 47    |       |
| 6. Februar  | Auguste Scheibe                          | deutsche Schriftstellerin und Übersetzerin                                                                      | 74    |       |
| 7. Februar  | John Cochrane                            | US-amerikanischer Politiker                                                                                     | 84    |       |
| 7. Februar  | Adolfo Farsari                           | italienischer Fotograf                                                                                          | 56    |       |
| 7. Februar  | Karl Felix Walder                        | Schweizer Journalist, Richter und Politiker                                                                     | 76    |       |
| 8. Februar  | José María Reina Barrios                 | guatemaltekischer General und Präsident                                                                         | 43    |       |
| 8. Februar  | Iwan Kolessa                             | ukrainischer Folklorist und Ethnograph                                                                          | 33    |       |
| 9. Februar  | Sigmund Geiges                           | deutscher Architekt und Stadtbaumeister                                                                         | 87    |       |
| 11. Februar | Joseph Zach                              | deutscher Geistlicher und Politiker (Zentrum), MdR                                                              | 69    |       |
| 12. Februar | Miklós Barabás                           | ungarischer Maler                                                                                               | 88    |       |
| 12. Februar | Hugo Graf von Matuschka-Greiffenclau     | deutscher Weingutsbesitzer und Politiker                                                                        | 76    |       |
| 12. Februar | Phoebe Blyth                             | schottisch-britische Philanthropin, Frauenrechtlerin und Bildungsaktivistin                                     | 81    |       |
| 13. Februar | Gustav Kálnoky                           | österreichisch-ungarischer Staatsmann und Diplomat                                                              | 65    |       |
| 13. Februar | Paul Kayser                              | Leiter der Kolonialabteilung und Richter am Reichsgericht                                                       | 52    |       |
| 13. Februar | Julius Lasse                             | deutscher Politiker (NLP), Abgeordneter im Sächsischen Landtag                                                  | 78    |       |
| 13. Februar | August Potthast                          | deutscher Historiker und Bibliothekar                                                                           | 73    |       |
| 13. Februar | Arthur von Wolff                         | deutscher Politiker                                                                                             | 69    |       |
| 14. Februar | Oscar Hasse                              | deutscher Mediziner                                                                                             | 60    |       |
| 14. Februar | Mariano de la Paz Graëlls y de la Aguera | spanischer Entomologe, Zoologe, Arzt und Botaniker                                                              | 89    |       |
| 16. Februar | Thomas Bracken                           | neuseeländischer Dichter, Journalist und Politiker                                                              |       |       |
| 16. Februar | Friedrich Ludwig Eduard Eggeling         | deutscher Richter, MdHH                                                                                         | 79    |       |
| 16. Februar | Ludwig Gottlieb Friedrich von Erlanger   | deutscher Bankier                                                                                               | 61    |       |
| 16. Februar | Hans von Kaltenborn-Stachau              | preußischer General der Infanterie und Kriegsminister                                                           | 61    |       |
| 16. Februar | Wilhelm Moldenhauer                      | deutscher Mediziner und Hochschullehrer                                                                         | 52    |       |
| 17. Februar | Rudolf von Nettelbladt                   | deutscher Verwaltungsjurist und Kammerpräsident in Mecklenburg-Schwerin                                         | 83    |       |
| 17. Februar | James Stansfeld                          | britischer Politiker, Mitglied des House of Commons                                                             | 77    |       |
| 17. Februar | Frances Willard                          | US-amerikanische Lehrerin, Suffragette, Sozialreformerin, Mitbegründerin der Woman’s Christian Temperance Union | 58    |       |
| 18. Februar | Rudolf Schmitt                           | deutscher Chemiker, Mitbegründer der Kolbe-Schmitt-Reaktion                                                     | 67    |       |
| 19. Februar | Alexander von Liezen-Mayer               | österreichisch-deutscher Historienmaler                                                                         | 59    |       |
| 19. Februar | John Joseph O’Neill                      | US-amerikanischer Politiker                                                                                     | 51    |       |
| 19. Februar | Karl Gottfried Scheibert                 | deutscher Pädagoge                                                                                              | 94    |       |
| 19. Februar | Arthur Seherr-Thoß                       | preußischer und ungarischer Offizier und Politiker                                                              | 77    |       |
| 20. Februar | Michel Lock                              | deutscher Bildhauer                                                                                             | 49    |       |
| 22. Februar | Paul Bassenge                            | deutscher Jurist, Kaufmann und Politiker (DFP), MdL (Königreich Sachsen)                                        | 69    |       |
| 22. Februar | Emil Bürde                               | deutscher Theaterschauspieler                                                                                   | 70    |       |
| 22. Februar | Fritz Paulsen                            | deutscher Genre- und Porträtmaler                                                                               | 59    |       |
| 22. Februar | Christian Friedrich Rabe                 | deutscher Tierarzt                                                                                              | 60    |       |
| 22. Februar | Gustav Unkart                            | deutscher kaufmännischer Organisator                                                                            | 55    |       |
| 23. Februar | Giacomo Lepori                           | Schweizer Ingenieur und Architekt                                                                               | 54    |       |
| 23. Februar | Julius Leopold Schwabach                 | deutscher Bankier                                                                                               | 66    |       |
| 23. Februar | Louis de Wuilleret                       | Schweizer Politiker                                                                                             |       |       |
| 24. Februar | James Vincent Cleary                     | irischer Geistlicher und römisch-katholischer Erzbischof von Kingston                                           | 69    |       |
| 25. Februar | Adalbert Ebner                           | deutscher katholischer Priester                                                                                 | 36    |       |
| 25. Februar | Francis Frith                            | englischer Photograph und Unternehmer                                                                           | 75    |       |
| 25. Februar | Emil Lehmann                             | deutscher Politiker (DFP), Abgeordneter im Sächsischen Landtag                                                  | 69    |       |
| 26. Februar | Frederick Tennyson                       | englischer Schriftsteller                                                                                       | 90    |       |
| 27. Februar | Thomas Pleasant Dockery                  | General der Konföderierten Staaten von Amerika im Amerikanischen Bürgerkrieg                                    | 64    |       |
| 27. Februar | Karl Franz Häberlin                      | deutscher Rechtshistoriker und Hochschullehrer                                                                  | 84    |       |
| 27. Februar | Agnes Hoppin                             | US-amerikanische Frau, zu deren Ehre das Agnes Hoppin Memorial Fellowship Stipendium gestiftet wurde            | 23    |       |
| 27. Februar | Leopold Kaufmann                         | Oberbürgermeister von Bonn (1851–1875)                                                                          | 76    |       |
| 27. Februar | Adolf Otto                               | deutscher Richter und Rechtsanwalt                                                                              | 70    |       |
| 27. Februar | Eduard Schönenberger                     | Schweizer Lehrer, Redaktor, Politiker und Mundartautor                                                          | 54    |       |
| 27. Februar | William Booth Taliaferro                 | General der Konföderierten Staaten                                                                              | 75    |       |
| 28. Februar | Eduard Alberti                           | deutscher Philologe und Philosoph                                                                               | 70    |       |
| 28. Februar | Amédée Guérard                           | französischer Maler                                                                                             | 74    |       |
| 28. Februar | Wassili Stepanowitsch Sawoiko            | Admiral der Kaiserlich Russischen Marine                                                                        | 85    |       |
| Februar     | Heungseon Daewongun                      | Vater des Königs Gojong                                                                                         | 77    |       |

## März
| Tag      | Name                                 | Beruf, bekannt als                                                                                 | Alter | Beleg |
| -------- | ------------------------------------ | -------------------------------------------------------------------------------------------------- | ----- | ----- |
| 1. März  | Louis Appia                          | deutscher Chirurg und Mitbegründer des Internationalen Komitees vom Roten Kreuz                    | 79    |       |
| 2. März  | Carl August Schneegans               | französisch-deutscher Journalist und Politiker, Mitglied der Nationalversammlung (Frankreich), MdR | 62    |       |
| 4. März  | Gotthard Baier                       | deutscher Richter und Parlamentarier                                                               | 81    |       |
| 4. März  | Hermann von Knobloch                 | deutscher Rittergutsbesitzer und Politiker, MdR                                                    | 64    |       |
| 5. März  | Ferdinand Hurter                     | Schweizer Chemiker                                                                                 | 53    |       |
| 5. März  | Fritz Schmidt                        | deutscher Theaterschauspieler                                                                      | 55    |       |
| 6. März  | Pjotr Alexejewitsch Bessonow         | russischer Geschichtsforscher                                                                      | 69    |       |
| 6. März  | Christian Marco Calgèer              | deutscher Kaufmann und Wohltäter der Stadt Kempten                                                 | 79    |       |
| 6. März  | Hugh J. Jewett                       | US-amerikanischer Politiker                                                                        | 80    |       |
| 6. März  | Elisabeth Müller                     | deutsche Schriftstellerin                                                                          | 71    |       |
| 6. März  | Friedrich Schulz                     | deutscher Schriftsetzer und Gewerkschaftsfunktionär                                                | 68    |       |
| 6. März  | Wilhelm zu Stolberg-Wernigerode      | deutscher Politiker und General der Kavallerie                                                     | 90    |       |
| 7. März  | Theodore Davie                       | kanadischer Politiker                                                                              | 45    |       |
| 7. März  | Timoleon Filimon                     | griechischer Journalist und Politiker                                                              | ≈65   |       |
| 8. März  | Peter Hansborough Bell               | US-amerikanischer Politiker                                                                        | 85    |       |
| 8. März  | Eugenio Fasciotti                    | italienischer Diplomat und Politiker, Präfekt mehrerer Provinzen sowie Senator                     | 83    |       |
| 8. März  | Hermann von Gröning                  | deutscher Kaufmann und Senator der Hansestadt Bremen                                               | 75    |       |
| 9. März  | Michał Bergson                       | polnischer Pianist und Komponist                                                                   | 77    |       |
| 9. März  | Julius Franz Brockhoff               | deutscher Unternehmer und Abgeordneter                                                             | 74    |       |
| 9. März  | Oswald Dietz                         | deutscher Freiheitskämpfer und deutsch-amerikanischer Ingenieur und Politiker                      | 74    |       |
| 9. März  | Karl von Riecke                      | württembergischer Beamter, Finanzminister                                                          | 67    |       |
| 10. März | Jason B. Brown                       | US-amerikanischer Politiker                                                                        | 59    |       |
| 10. März | Marie-Eugénie de Jésus               | französische Nonne, Ordensgründerin und Heilige                                                    | 80    |       |
| 10. März | Hans von Hammerstein-Equord          | deutscher Verwaltungsbeamter                                                                       | 38    |       |
| 10. März | Georg Müller                         | deutscher Theologe, Evangelist und Waisenhausleiter                                                | 92    |       |
| 11. März | William George Mackey Davis          | Brigadegeneral des Heeres der Konföderierten Staaten von Amerika im Sezessionskrieg                | 85    |       |
| 11. März | Karl Johann Friedrich Wilhelm Krafft | deutscher Pfarrer und Kirchenhistoriker                                                            | 83    |       |
| 11. März | Hubert Krewinkel                     | deutscher Politiker (SPD)                                                                          | 54    |       |
| 11. März | William Starke Rosecrans             | nordamerikanischer General                                                                         | 78    |       |
| 11. März | Imre Széchényi                       | österreichisch-ungarischer Großgrundbesitzer und Diplomat                                          | 73    |       |
| 12. März | Johann Jakob Balmer                  | Schweizer Mathematiker und Physiker                                                                | 72    |       |
| 12. März | Isidoro Errázuriz                    | chilenischer Politiker und Diplomat                                                                | 62    |       |
| 12. März | Moritz Große                         | sächsischer Maurermeister und Baumeister                                                           | 63    |       |
| 12. März | Helene Hartmann                      | österreichische Schauspielerin deutscher Herkunft                                                  | 54    |       |
| 12. März | Fjodor Pirozki                       | russischer Ingenieur und Offizier                                                                  | 53    |       |
| 12. März | Zacharias Topelius                   | finnisch-schwedischer Dichter und Schriftsteller                                                   | 80    |       |
| 13. März | Karl von Leibbrand                   | deutscher Bauingenieur, württembergischer Baubeamter                                               | 58    |       |
| 13. März | Julius Schulhoff                     | österreichischer Pianist und Komponist                                                             | 72    |       |
| 13. März | Otto von Watzdorf                    | deutscher Landschaftsdirektor und Landrat                                                          | 56    |       |
| 15. März | Henry Bessemer                       | britischer Ingenieur und Erfinder                                                                  | 85    |       |
| 15. März | Alphonse Briart                      | belgischer Geologe                                                                                 | 73    |       |
| 15. März | Benjamin Mountfort                   | neuseeländischer Architekt                                                                         | 73    |       |
| 15. März | Gustav Sievers                       | russischer Geologe und Entomologe deutscher Abstammung                                             | 55    |       |
| 16. März | Aubrey Beardsley                     | britischer Illustrator, Dichter, Graphiker und Karikaturist                                        | 25    |       |
| 16. März | Hans Fritsche                        | deutscher Kommunalpolitiker und Oberbürgermeister von Charlottenburg (1887–1898)                   | 65    |       |
| 17. März | Blanche Bruce                        | US-amerikanischer Politiker (Republikanische Partei)                                               | 57    |       |
| 17. März | Friedrich Bruckmann                  | deutscher Verleger                                                                                 | 83    |       |
| 17. März | Wolfgang von Hagen                   | preußischer Generalmajor                                                                           | 79    |       |
| 17. März | Jacob Schneider                      | deutscher Physik- und Mathematik-Lehrer                                                            | 79    |       |
| 18. März | Abraham Andrews Barker               | US-amerikanischer Politiker                                                                        | 81    |       |
| 18. März | Matilda Joslyn Gage                  | US-amerikanische Suffragette und Menschenrechtsaktivistin                                          | 71    |       |
| 18. März | Charles W. Woodman                   | US-amerikanischer Politiker                                                                        | 54    |       |
| 19. März | Alfred Ducat                         | französischer Architekt                                                                            | 70    |       |
| 19. März | Josef Kepplinger                     | österreichischer Bildhauer und Altarbauer                                                          | 48    |       |
| 20. März | Aristide Hignard                     | französischer Komponist                                                                            | 75    |       |
| 20. März | August Otto-Walster                  | deutscher Politiker, Journalist und Schriftsteller                                                 | 63    |       |
| 20. März | Wilhelm Scheffer                     | deutscher Verwaltungsjurist, Richter und Politiker, MdR                                            | 53    |       |
| 20. März | Iwan Iwanowitsch Schischkin          | russischer Maler und Grafiker                                                                      | 66    |       |
| 20. März | Karl August Tavaststjerna            | finnischer Schriftsteller schwedischer Sprache                                                     | 37    |       |
| 20. März | Charles van de Velde                 | niederländischer Marineoffizier, Kartograf und Rot-Kreuz-Delegierter                               | 79    |       |
| 21. März | Ferdinand Wahrendorff                | deutscher Arzt und Klinikgründer                                                                   | 72    |       |
| 22. März | Pieter De Rudder                     | belgischer Landarbeiter                                                                            | 75    |       |
| 22. März | Matthias Doll                        | deutscher Kommunalpolitiker, Bürgermeister von Ingolstadt                                          | 81    |       |
| 22. März | Henry Lambertz                       | deutscher Printenfabrikant und Pâtissier                                                           | 64    |       |
| 23. März | Johann Heinrich Ludwig Pielstick     | Kaufmann, baptistischer Geistlicher                                                                | 65    |       |
| 23. März | Dikran Tschuchadschjan               | armenischer Komponist                                                                              |       |       |
| 23. März | Hans Wachenhusen                     | deutscher Schriftsteller                                                                           | 75    |       |
| 24. März | Albrecht Weißker                     | deutscher Jurist und Politiker                                                                     | 80    |       |
| 25. März | Désiré Heynberg                      | belgischer Geiger, Musikpädagoge und Komponist                                                     | 66    |       |
| 26. März | William Guybon Atherstone            | südafrikanischer Arzt, Paläontologe und Geologe                                                    | 83    |       |
| 27. März | Franziska von Brasilien              | Infantin von Portugal und Brasilien                                                                | 73    |       |
| 27. März | Adolf Göschen                        | deutscher lutherischer Theologe und Generalsuperintendent                                          | 95    |       |
| 27. März | Ida Hinckeldeyn                      | deutsche Schulleiterin                                                                             | 49    |       |
| 27. März | Simon Kaiser                         | Schweizer Politiker                                                                                | 69    |       |
| 27. März | Sayyid Ahmad Khan                    | indoislamischer Denker                                                                             | 80    |       |
| 27. März | John Simpkins                        | US-amerikanischer Politiker                                                                        | 35    |       |
| 27. März | Ernst Theodor Stöckhardt             | deutscher Agrarwissenschaftler                                                                     | 82    |       |
| 28. März | John S. Bigby                        | US-amerikanischer Politiker                                                                        | 66    |       |
| 28. März | Anton Seidl                          | ungarisch-US-amerikanischer Dirigent und Orchesterleiter                                           | 47    |       |
| 29. März | Adolf Heer                           | deutscher Bildhauer                                                                                | 48    |       |
| 29. März | Marie Wunsch                         | österreichische Genremalerin                                                                       | 35    |       |
| 30. März | Joseph Dionys Herold                 | deutscher Geistlicher, Theologe und religiöser Dichter                                             | 68    |       |
| 30. März | Wilhelm Heinrich Schüßler            | deutscher Mediziner, Begründer der „Biochemischen Heilweise“                                       | 76    |       |
| 31. März | Eleanor Marx                         | deutsch-englische Sozialistin und jüngste Tochter von Karl Marx                                    | 43    |       |
| 31. März | Carl Otto                            | deutscher Unternehmer                                                                              | 54    |       |
| 31. März | Robert Reitzel                       | deutscher Schriftsteller in Nordamerika                                                            | 49    |       |
| 31. März | Friedrich Schulin                    | deutsch-schweizerischer Rechtswissenschaftler, Rechtshistoriker und Hochschullehrer                | 54    |       |

## April
| Tag       | Name                             | Beruf, bekannt als                                                                                | Alter | Beleg |
| --------- | -------------------------------- | ------------------------------------------------------------------------------------------------- | ----- | ----- |
| 1. April  | Celso Golmayo Zúpide             | kubanisch-spanischer Schachspieler                                                                | 77    |       |
| 1. April  | Arthur Orton                     | australischer Metzger, der sich für einen englischen Adligen ausgab                               | 64    |       |
| 2. April  | Ernst Formes                     | deutscher Theaterschauspieler                                                                     | 57    |       |
| 2. April  | Amasa Norcross                   | US-amerikanischer Politiker                                                                       | 74    |       |
| 2. April  | Ludwig Schmid                    | deutscher Historiker                                                                              | 87    |       |
| 2. April  | Otto Schreiner                   | Berliner Kommunalpolitiker                                                                        | 81    |       |
| 2. April  | Salomon Stricker                 | österreichischer Pathologe und Histologe                                                          | 64    |       |
| 3. April  | Julius Cabisius                  | deutscher Violoncellist und Musikpädagoge                                                         | 56    |       |
| 3. April  | Hermann Esser                    | deutscher Maschinenbauingenieur und Eisenbahnexperte                                              | 58    |       |
| 3. April  | Johan Martin Christian Lange     | dänischer Botaniker                                                                               | 80    |       |
| 4. April  | Hans Bennecke                    | deutscher Rechtswissenschaftler                                                                   | 38    |       |
| 4. April  | Paul Pressel                     | deutscher evangelischer Theologe                                                                  | 73    |       |
| 4. April  | Karl von Unruh                   | deutscher Richter und Politiker, Abgeordneter im Preußischen Abgeordnetenhaus (1882–1898)         | 53    |       |
| 5. April  | Carl Wilhelm Leopold Krug        | deutscher Botaniker, Autor und Mäzen                                                              | 64    |       |
| 5. April  | John W. Moon                     | US-amerikanischer Politiker                                                                       | 62    |       |
| 6. April  | Karl von Grimm                   | deutscher Politiker (NLP), MdR, badischer Justizminister                                          | 68    |       |
| 6. April  | Emma Moerdes                     | deutsche Opernsängerin (Sopran)                                                                   | 32    |       |
| 7. April  | Otto Baensch                     | deutscher Bauingenieur und preußischer Baubeamter                                                 | 72    |       |
| 7. April  | Alexander Parfenjewitsch Borodin | russischer Ingenieur und Dampflokomotiven-Experte                                                 | 49    |       |
| 7. April  | Georg Dragendorff                | deutscher Chemiker und Pharmazeut                                                                 | 61    |       |
| 7. April  | Otto Knille                      | deutscher Maler                                                                                   | 65    |       |
| 7. April  | Bernhard von Kugler              | deutscher Historiker                                                                              | 60    |       |
| 7. April  | Constance Wilde                  | britische Kinderbuchautorin, Ehefrau von Oscar Wilde                                              | 40    |       |
| 7. April  | Charles Yriarte                  | französischer Schriftsteller                                                                      | 65    |       |
| 8. April  | Georg Bühler                     | deutscher Indologe                                                                                | 60    |       |
| 8. April  | Smith S. Turner                  | US-amerikanischer Politiker                                                                       | 55    |       |
| 8. April  | Julius Martin Weißich            | deutscher Jurist und Politiker (NLP), MdR                                                         | 73    |       |
| 9. April  | James Ronald Chalmers            | Politiker und General der Konföderierten                                                          | 67    |       |
| 9. April  | Hermann von Schöning             | deutscher Majoratsbesitzer und Politiker, MdR                                                     | 72    |       |
| 9. April  | Olivier Zschokke                 | Schweizer Ingenieur                                                                               | 71    |       |
| 11. April | Edoardo Chiossone                | italienischer Radierer                                                                            | 65    |       |
| 11. April | Theodor Julius Jaffé             | deutscher Schauspieler                                                                            | 74    |       |
| 11. April | Karl von Ow                      | deutscher Politiker (Zentrum), MdR                                                                | 80    |       |
| 12. April | Anton Fonck                      | deutscher Verwaltungsbeamter, Landrat und Parlamentarier                                          | 78    |       |
| 12. April | Gerhard Hoeppner                 | deutscher Verwaltungsbeamter, Rittergutsbesitzer und Parlamentarier                               | 45    |       |
| 12. April | Ferdinand Krauss                 | österreichischer Schrifststeller, Journalist und Beamter                                          | 49    |       |
| 12. April | Fridolin Sandberger              | deutscher Geologe, Paläontologe und Mineraloge                                                    | 71    |       |
| 12. April | Elzéar-Alexandre Taschereau      | kanadischer Kardinal                                                                              | 78    |       |
| 14. April | Johan Heinrich Neuman            | niederländischer Porträt- und Miniaturmaler sowie Lithograf                                       | 79    |       |
| 15. April | Clement Dowd                     | US-amerikanischer Politiker                                                                       | 65    |       |
| 15. April | Marie Le Seur                    | deutsche Theaterschauspielerin                                                                    | 55    |       |
| 15. April | José Pereira da Silva Barros     | römisch-katholischer Erzbischof                                                                   | 62    |       |
| 15. April | Adalbert Waagen                  | deutscher Maler                                                                                   | 65    |       |
| 16. April | Robert Milligan McLane           | US-amerikanischer Politiker                                                                       | 82    |       |
| 17. April | Victor von Haynau                | deutscher Jurist und Kammerherr                                                                   | 85    |       |
| 17. April | Jules Marcou                     | französischer Geologe                                                                             | 73    |       |
| 17. April | Robert Pearsall Smith            | US-amerikanischer Fabrikant und Methodist                                                         | 71    |       |
| 17. April | Manasse Tyiseseta                | Führer der Herero um Omaruru in Deutsch-Südwestafrika                                             | 47    |       |
| 17. April | Iljo Wojwoda                     | bulgarischer Revolutionär, Wojwode, Freiheitskämpfer                                              | 92    |       |
| 18. April | Gustave Moreau                   | französischer Maler                                                                               | 72    |       |
| 18. April | Oscar Paul                       | deutscher Musikwissenschaftler                                                                    | 62    |       |
| 18. April | Albert Pütsch                    | deutscher Ingenieur und Unternehmer                                                               | 63    |       |
| 19. April | Jean Passy                       | französischer Bibliothekar, Archivar, Romanist und Dialektologe                                   | 31    |       |
| 20. April | Hans von Monbart                 | preußischer Offizier, zuletzt Generalleutnant                                                     | 59    |       |
| 21. April | Joseph Leodegar Canaval          | österreichischer Naturforscher und Politiker, Landtagsabgeordneter                                | 77    |       |
| 21. April | Louis Clerc-Leuba                | Schweizer Politiker                                                                               | ≈82   |       |
| 21. April | Louis Théodore Gouvy             | französischer Komponist                                                                           | 78    |       |
| 21. April | Edward C. Walthall               | US-amerikanischer Politiker                                                                       | 67    |       |
| 24. April | Lucian Müller                    | deutscher klassischer Philologe                                                                   | 62    |       |
| 25. April | August Assmann                   | deutscher Entomologe                                                                              | ≈79   |       |
| 25. April | Prosper de Haulleville           | belgischer Publizist und Führer des konstitutionellen Katholizismus                               | 67    |       |
| 25. April | Mordecai Oliver                  | US-amerikanischer Politiker                                                                       | 78    |       |
| 25. April | Benjamin Vautier                 | Schweizer Maler                                                                                   | 68    |       |
| 25. April | Friedrich Wilhelm Wulff          | deutscher Dichter und Operettenlibrettist sowie Redakteur und Verleger von Publikumszeitschriften | 61    |       |
| 26. April | Theodor Heinrich Bäumer          | deutscher Bildhauer                                                                               | 62    |       |
| 26. April | Félix Buhot                      | französischer Maler und Illustrator                                                               | 50    |       |
| 26. April | Leonhard Burlein                 | deutscher Kaufmann und Politiker (Zentrum), MdR, bayerischer Abgeordneter                         | 60    |       |
| 26. April | Ferdinand Peche                  | österreichischer Mathematiker und Physiker                                                        | 77    |       |
| 27. April | Friedrich Vinzenz Leon           | österreichischer Buchdrucker und Verlagsbuchhändler                                               | 62    |       |
| 27. April | Salvatore Luigi Zola             | italienischer römisch-katholischer Geistlicher und Bischof von Lecce                              | 76    |       |
| 28. April | Claude Matthews                  | US-amerikanischer Politiker                                                                       | 52    |       |
| 28. April | Rudolf Muther                    | deutscher Jurist und Politiker                                                                    | 74    |       |
| 29. April | Tjalling Halbertsma              | niederländischer Gynäkologe und Geburtshelfer                                                     | 56    |       |
| 29. April | Carl Schumann                    | österreichischer Architekt                                                                        | 70    |       |
| 30. April | Charles T. Doxey                 | US-amerikanischer Politiker                                                                       | 56    |       |

## Mai
| Tag     | Name                                         | Beruf, bekannt als | Alter | Beleg |
| ------- | -------------------------------------------- | --- | ----- | ----- |
| 1. Mai  | Karl Köbrich                                 | deutscher Bergwerksdirektor                                                                                                   | 55    |       |
| 1. Mai  | Friedrich Latendorf                          | deutscher Gymnasiallehrer und Philologe                                                                                       | 66    |       |
| 1. Mai  | Thomas David Smith McDowell                  | amerikanischer Politiker | 75    |       |
| 2. Mai  | William Lewis Hertslet                       | deutscher Bankier und Schriftsteller                                                                                          | 58    |       |
| 2. Mai  | Flavien Hugonin                              | französischer Bischof | 74    |       |
| 2. Mai  | Sebastian Luz                                | deutscher Maler | 62    |       |
| 3. Mai  | Nikolai Dmitrijewitsch Dmitrijew-Orenburgski | russischer Maler | 61    |       |
| 3. Mai  | Jakub Glazer                                 | polnischer Geistlicher | 61    |       |
| 3. Mai  | Ernst Leuschner                              | deutscher Beamter, Montanindustrieller und Politiker, MdR                                                                     | 72    |       |
| 3. Mai  | Rudolph Friedrich Niemann                    | deutscher Pianist, Komponist und Musikpädagoge                                                                                | 59    |       |
| 4. Mai  | Leo Arnoldi                                  | deutscher Bauingenieur und Unternehmer                                                                                        | 55    |       |
| 4. Mai  | Stephan Born                                 | sozialistischer Politiker und Gewerkschafter, Honorarprofessor in Basel                                                       | 73    |       |
| 4. Mai  | Thomas Lynch                                 | US-amerikanischer Politiker                                                                                                   | 53    |       |
| 5. Mai  | Marius Gabriel Cazemajou                     | französischer Offizier | 33    |       |
| 5. Mai  | Jakob von Fitting                            | bayerischer Oberlandesrichter, geadelter Reichsrat der Krone Bayerns                                                          | 67    |       |
| 5. Mai  | Heinrich Rohlfs                              | deutscher Mediziner und Schriftsteller                                                                                        | 70    |       |
| 5. Mai  | Reinhold Wirtz                               | deutscher Architekt, Kommunalkreis- und Dombaumeister in Trier                                                                | 56    |       |
| 6. Mai  | Oscar Hahn                                   | deutscher Jurist und Politiker, MdR                                                                                           | 66    |       |
| 6. Mai  | Emil Seydel                                  | deutscher Architekt |       |       |
| 7. Mai  | Hermann Becker                               | deutscher Richter und Politiker, MdR                                                                                          | 81    |       |
| 7. Mai  | Minna Heeren                                 | deutsche Genremalerin | 74    |       |
| 7. Mai  | Joseph Eduard Müller                         | deutscher Mühlwerkbesitzer und Politiker (Zentrum), MdR                                                                       | 59    |       |
| 8. Mai  | Hermann Schapira                             | litauisch-jüdischer Mathematiker und Zionist                                                                                  | 57    |       |
| 9. Mai  | Josef Gall                                   | österreichischer Journalist                                                                                                   | 77    |       |
| 9. Mai  | André Rebouças                               | brasilianischer Ingenieur und Abolitionist                                                                                    | 60    |       |
| 10. Mai | Aaron H. Cragin                              | US-amerikanischer Politiker                                                                                                   | 77    |       |
| 10. Mai | Wilhelm Kohl                                 | Apotheker und Limes-Forscher                                                                                                  | 50    |       |
| 10. Mai | Guido Verbeck                                | niederländischer Ingenieur, Missionar und Lehrer, der einen großen Einfluss auf Japan in der frühen Meiji-Zeit ausgeübt hatte | 68    |       |
| 11. Mai | Georg Ignaz Komp                             | Bischof von Fulda und ernannter Erzbischof von Freiburg                                                                       | 69    |       |
| 11. Mai | Wilhelm von Reiser                           | Bischof von Rottenburg | 62    |       |
| 12. Mai | Raimund Grübl                                | österreichischer Rechtsanwalt und Politiker, Landtagsabgeordneter                                                             | 50    |       |
| 12. Mai | Heinrich zu Hardegg                          | österreichischer Geschäftsmann, Privatgelehrter und Stifter                                                                   | 54    |       |
| 12. Mai | Sophie von Hardenberg                        | deutsche Novalis-Forscherin und Antifeministin                                                                                | 77    |       |
| 12. Mai | Albert Koeppen                               | deutscher Rechtswissenschaftler, Rechtshistoriker und Hochschullehrer                                                         | 75    |       |
| 12. Mai | Karl Racké                                   | Bürgermeister der Stadt Mainz                                                                                                 | 73    |       |
| 12. Mai | Timothy R. Young                             | US-amerikanischer Politiker                                                                                                   | 86    |       |
| 13. Mai | Cristoforo Cattaneo                          | Schweizer Rechtsanwalt und Politiker                                                                                          | 74    |       |
| 13. Mai | Bernhard Moebius                             | deutscher Metallurg und Erfinder                                                                                              | 46    |       |
| 14. Mai | Alphonse Nothomb                             | belgischer Politiker und Justizminister                                                                                       | 80    |       |
| 15. Mai | Giuseppe Dezza                               | italienischer Freiheitskämpfer und Politiker                                                                                  | 68    |       |
| 15. Mai | Peter Joseph Molitor                         | deutscher Maler | 76    |       |
| 15. Mai | Ede Reményi                                  | ungarischer Violinist | 70    |       |
| 16. Mai | Barnabé Akscheislian                         | armenischer Bischof von Iskanderiya                                                                                           | 59    |       |
| 16. Mai | John Brewer Brown                            | US-amerikanischer Politiker                                                                                                   | 62    |       |
| 16. Mai | Wilhelm Richard Friedrich                    | Senatspräsident am Reichsgericht                                                                                              | 81    |       |
| 16. Mai | Joseph Pape                                  | deutscher Jurist und Schriftsteller                                                                                           | 67    |       |
| 16. Mai | Johann-Anton Zinnen                          | deutsch-luxemburgischer Musiker und Komponist                                                                                 | 71    |       |
| 17. Mai | Christian Almer                              | Schweizer Bergführer und Bergsteiger                                                                                          | 72    |       |
| 17. Mai | Franz von Chauvin                            | preußischer Generalleutnant und Begründer der deutschen Militärtelegrafie                                                     | 86    |       |
| 17. Mai | Charles James Munnerlyn                      | konföderierter Offizier und Politiker                                                                                         | 76    |       |
| 17. Mai | August Pollmann                              | deutscher Apidologe | 84    |       |
| 17. Mai | Salesia Strickler                            | Schweizer Ordensfrau und Generaloberin                                                                                        | 64    |       |
| 18. Mai | Benjamin Joseph Franklin                     | US-amerikanischer Politiker                                                                                                   | 59    |       |
| 19. Mai | William Ewart Gladstone                      | britischer Politiker, Mitglied des House of Commons                                                                           | 88    |       |
| 19. Mai | Oran M. Roberts                              | US-amerikanischer Jurist und Politiker                                                                                        | 82    |       |
| 20. Mai | Jon Olof Åberg                               | schwedischer Schriftsteller                                                                                                   | 54    |       |
| 21. Mai | Napoléon Joseph Hugues Maret, duc de Bassano | französischer Politiker und Diplomat                                                                                          | 94    |       |
| 21. Mai | Auguste de Meuron                            | schweizerisch-deutscher Architekt                                                                                             | 85    |       |
| 22. Mai | Edward Bellamy                               | amerikanischer Autor utopischer Romane                                                                                        | 48    |       |
| 22. Mai | Ferdinand Gleich                             | Schriftsteller und Komponist                                                                                                  | 81    |       |
| 22. Mai | Spencer Horatio Walpole                      | britischer Politiker (Conservative Party), Mitglied des House of Commons                                                      | 91    |       |
| 23. Mai | Holm Hansen Munthe                           | norwegischer Architekt | 50    |       |
| 23. Mai | Marie Weißhappel                             | österreichische Schauspielerin                                                                                                | 64    |       |
| 24. Mai | Anton Beck                                   | bayerischer Landwirt | 81    |       |
| 24. Mai | Benedetto Brin                               | italienischer Admiral und Politiker, Mitglied der Camera                                                                      | 65    |       |
| 24. Mai | Leopold von Österreich                       | österreichischer Erzherzog, General, Admiral                                                                                  | 74    |       |
| 24. Mai | Johannes Jacobus Prins                       | niederländischer reformierter Theologe                                                                                        | 83    |       |
| 25. Mai | Christian Lahusen                            | deutscher Kaufmann und Unternehmer                                                                                            | 78    |       |
| 25. Mai | Friedrich Müller                             | österreichischer Sprachwissenschaftler                                                                                        | 64    |       |
| 26. Mai | Eugen Krantz                                 | deutscher Pianist und Musiklehrer                                                                                             | 53    |       |
| 26. Mai | Jules Ruinart de Brimont                     | französischer Porträt-, Genre- und Landschaftsmaler der Düsseldorfer Schule                                                   | 61    |       |
| 26. Mai | Philippe Tamizey de Larroque                 | französischer Historiker und Literarhistoriker                                                                                | 69    |       |
| 28. Mai | John Wood                                    | US-amerikanischer Politiker                                                                                                   | 81    |       |
| 29. Mai | Cyrus C. Carpenter                           | US-amerikanischer Politiker                                                                                                   | 68    |       |
| 29. Mai | Theodor Eimer                                | Zoologe | 55    |       |
| 29. Mai | Léopold Lowenstam                            | niederländischer Metallstecher                                                                                                | 56    |       |
| 29. Mai | Lyon Playfair, 1. Baron Playfair             | britischer Chemiker und Politiker                                                                                             | 80    |       |
| 29. Mai | Yixin                                        | sechste Sohn des chinesischen Kaisers Daoguang                                                                                | 65    |       |
| 30. Mai | Friedrich Klopfleisch                        | deutscher Archäologe, Prähistoriker und Kunsthistoriker                                                                       | 66    |       |
| 30. Mai | Henry Smith Van Eaton                        | amerikanischer Politiker | 71    |       |
| 31. Mai | Friedrich Geselschap                         | deutscher Historienmaler | 63    |       |
| 31. Mai | Chauncey L. Knapp                            | US-amerikanischer Politiker                                                                                                   | 89    |       |

## Juni
| Tag      | Name                              | Beruf, bekannt als | Alter | Beleg |
| -------- | --------------------------------- | --- | ----- | ----- |
| 1. Juni  | Osbert Salvin                     | englischer Naturforscher | 63    |       |
| 2. Juni  | Lothar Streit                     | deutscher Politiker (DFP), MdR, Mitglied des Landtags (Königreich Sachsen), Oberbürgermeister von Zwickau                           | 75    |       |
| 3. Juni  | Nikolai Jakowlewitsch Afanassjew  | russischer Violinvirtuose und Komponist                                                                                             | 77    |       |
| 3. Juni  | Oswald von Fabrice                | deutscher Staatsbeamter | 78    |       |
| 3. Juni  | Paul Grottkau                     | deutscher Maurer, Gewerkschafter und Sozialdemokrat                                                                                 | 52    |       |
| 3. Juni  | Samuel Plimsoll                   | britischer Politiker | 74    |       |
| 5. Juni  | Émile Danco                       | belgischer Artillerieoffizier und Antarktisforscher                                                                                 | 28    |       |
| 5. Juni  | Elijah A. Morse                   | US-amerikanischer Politiker | 57    |       |
| 6. Juni  | Bodo Borchers                     | deutscher Sänger (Tenor), Theaterschauspieler und -regisseur sowie Gesangspädagoge                                                  | 63    |       |
| 6. Juni  | Eli Lilly                         | US-amerikanischer Offizier, pharmazeutischer Chemiker, Unternehmer, Tycoon, Philanthrop und Gründer der Firma Eli Lilly and Company | 59    |       |
| 7. Juni  | Georg Köberle                     | deutscher Schriftsteller und Dramaturg                                                                                              | 79    |       |
| 8. Juni  | Hans Hartmann                     | deutscher Fotograf und Maler | 53    |       |
| 8. Juni  | Benjamin Tyler Henry              | US-amerikanischer Waffenschmied | 77    |       |
| 8. Juni  | Willem Jan Holsboer               | gilt als Begründer der Rhätischen Bahn (RhB) und Förderer des Kurortes Davos                                                        | 63    |       |
| 8. Juni  | Jakiw Schtschoholiw               | ukrainischer romantischer Dichter                                                                                                   | 73    |       |
| 9. Juni  | Julius Baron                      | deutscher Rechtswissenschaftler und Hochschullehrer                                                                                 | 64    |       |
| 10. Juni | Adolf Dronke                      | Gründer des Eifelvereins | 61    |       |
| 10. Juni | Carl Anton Merz                   | deutscher Unternehmer und Politiker, MdR                                                                                            | 66    |       |
| 10. Juni | Samuel Mohilever                  | polnischer Rabbiner, Mitbegründer des religiösen Zionismus                                                                          | 74    |       |
| 10. Juni | Johann Schmitt                    | deutsch-amerikanischer Kirchenmaler                                                                                                 | 72    |       |
| 10. Juni | Felix Stieve                      | deutscher Historiker und Professor                                                                                                  | 53    |       |
| 10. Juni | Tuone Udaina                      | letzter Sprecher des Dalmatischen                                                                                                   |       |       |
| 12. Juni | Benedikt Braunmüller              | deutscher Historiker, Benediktiner und Abt im bayerischen Kloster Metten                                                            | 73    |       |
| 12. Juni | Muhammadali xalfa Sobir oʻgʻli    | Īshān des Sufi-Ordens der Naqschbandīya                                                                                             |       |       |
| 12. Juni | Ludwig Turban der Ältere          | Staatsminister in Baden | 76    |       |
| 13. Juni | Joseph-Adolphe Chapleau           | Politiker | 57    |       |
| 13. Juni | Friedrich Albert von Zenker       | deutscher Arzt und Pathologe | 73    |       |
| 14. Juni | João Manuel Pereira da Silva      | brasilianischer Autor, Historiker und Politiker                                                                                     | 80    |       |
| 14. Juni | Friedrich Raimund Sachße          | deutscher Jurist und Politiker (Altliberale Zentrum), MdR                                                                           | 80    |       |
| 14. Juni | Dewitt Clinton Senter             | US-amerikanischer Politiker und Gouverneur von Tennessee                                                                            | 68    |       |
| 15. Juni | George Dietz von Bayer            | deutscher Rittergutsbesitzer und Politiker, MdR                                                                                     | 71    |       |
| 15. Juni | Karel Hlaváček                    | tschechischer Dichter und Kunstmaler                                                                                                | 23    |       |
| 16. Juni | Wilhelm von Flügge                | deutscher Rittergutsbesitzer und Politiker, MdR                                                                                     | 73    |       |
| 16. Juni | John Mason Martin                 | US-amerikanischer Rechtsanwalt und Politiker                                                                                        | 61    |       |
| 17. Juni | Edward Burne-Jones                | britischer Maler und ein Vertreter der Präraffaeliten                                                                               | 64    |       |
| 17. Juni | August Demmin                     | deutscher Kunstschriftsteller, Kaufmann                                                                                             | 81    |       |
| 17. Juni | Carlos de Haes                    | spanischer Landschaftsmaler des Impressionismus                                                                                     | 72    |       |
| 17. Juni | Wilhelm Schmitz                   | deutscher Philologe und Gymnasialdirektor                                                                                           | 69    |       |
| 18. Juni | Alfred Hart Everett               | britischer Beamter und Verwaltungsangestellter in Borneo                                                                            | 49    |       |
| 18. Juni | Carl Wilhelm von Gümbel           | deutscher Geologe | 75    |       |
| 19. Juni | Carl Gottlieb Barth               | deutscher Politiker, MdL, Gemeindevorstand, Ortsrichter und Gutsbesitzer                                                            | 78    |       |
| 19. Juni | Franz Lefler                      | österreichischer Maler |       |       |
| 19. Juni | Ebenezer W. Poe                   | US-amerikanischer Politiker | 51    |       |
| 20. Juni | Jacob Audorf                      | deutscher Dichter, Redakteur und Aktivist der Arbeiterbewegung                                                                      | 62    |       |
| 20. Juni | Manuel Tamayo y Baus              | spanischer Dramatiker | 68    |       |
| 21. Juni | Franz Innerkofler                 | Südtiroler Bergführer | 64    |       |
| 21. Juni | Anton Kerner von Marilaun         | österreichischer Botaniker und Universitätsprofessor                                                                                | 66    |       |
| 21. Juni | Karl Markl                        | österreichischer Offizier und Militäringenieur                                                                                      | 71    |       |
| 22. Juni | Julius Frühauf                    | deutscher Nationalökonom, Hochschullehrer und Politiker (NLP), MdR                                                                  | 69    |       |
| 22. Juni | Alexandre Mauvernay               | französischer Glasmaler | 88    |       |
| 22. Juni | Friedrich Pabst                   | deutscher Gutsbesitzer und Politiker (NLP), MdR                                                                                     | 70    |       |
| 22. Juni | Gottlieb Ziegler                  | Schweizer reformierter Geistlicher und Politiker                                                                                    | 69    |       |
| 23. Juni | Urban Ehrlich                     | österreichischer Beamter und Schriftsteller                                                                                         | 75    |       |
| 23. Juni | Eduard Niese                      | deutscher Dekorations- und Werbemaler                                                                                               | 65    |       |
| 23. Juni | Albert Richter                    | deutscher Maler und Grafiker | 52    |       |
| 24. Juni | William Howley Goodenough         | britischer Offizier | 65    |       |
| 25. Juni | Georg Baur                        | deutscher Paläontologe und Zoologe (Herpetologe)                                                                                    | 39    |       |
| 25. Juni | Ferdinand Julius Cohn             | deutscher Botaniker und Bakteriologe                                                                                                | 70    |       |
| 25. Juni | William E. Simms                  | US-amerikanischer Politiker | 76    |       |
| 28. Juni | Adolf Halbreiter                  | deutscher Kunsthandwerker, insbesondere Gold- und Silberschmied, Ziseleur und Entwerfer                                             | 59    |       |
| 28. Juni | James Wallace Robinson            | US-amerikanischer Politiker | 71    |       |
| 29. Juni | Diedrich Wilhelm Andreas Augspurg | deutscher Politiker (NLP), MdR | 79    |       |
| 29. Juni | George W. Dargan                  | US-amerikanischer Politiker | 57    |       |
| 30. Juni | Ernest Charles Auguste Candèze    | belgischer Mediziner und Entomologe                                                                                                 | 71    |       |
| 30. Juni | Maximilian von Oberländer         | deutscher Verwaltungs- und Fiskaljurist                                                                                             | 64    |       |

## Juli
| Tag      | Name                                | Beruf, bekannt als                                                                            | Alter | Beleg |
| -------- | ----------------------------------- | --------------------------------------------------------------------------------------------- | ----- | ----- |
| 1. Juli  | Siegfried Marcus                    | deutsch-österreichischer Techniker und Erfinder                                               | 66    |       |
| 1. Juli  | Reinhold von Woedtke                | preußischer Gutsbesitzer, MdA und Landrat                                                     | 69    |       |
| 2. Juli  | Richard Thomas Walker Duke          | US-amerikanischer Politiker                                                                   | 76    |       |
| 4. Juli  | Auguste Allongé                     | französischer Landschaftsmaler, Aquarellist, Zeichner und Kupferstecher                       | 65    |       |
| 4. Juli  | De Scott Evans                      | amerikanischer Maler                                                                          | 51    |       |
| 4. Juli  | Yusuf İsmail                        | Ringer aus dem Osmanischen Reich                                                              | 40/41 |       |
| 4. Juli  | Heinrich Wallmann                   | österreichischer Mediziner und Militär                                                        | 70    |       |
| 4. Juli  | Edward Lorraine Walter              | US-amerikanischer Romanist und Latinist.                                                      | 53    |       |
| 6. Juli  | Adolf von Grote                     | deutscher Diplomat und Politiker (DHP), MdR                                                   | 68    |       |
| 6. Juli  | Ernst Habs                          | deutscher Bildhauer                                                                           | 39    |       |
| 6. Juli  | Cornelius Herz                      | französischer Geschäftsmann                                                                   | 52    |       |
| 6. Juli  | James Monroe                        | US-amerikanischer Politiker (Republikanische Partei)                                          | 76    |       |
| 7. Juli  | Louis-Joseph Buffet                 | französischer Staatsmann und Premierminister (1875–1876)                                      | 79    |       |
| 7. Juli  | Nikolai Alexandrowitsch Jaroschenko | russischer Maler                                                                              | 51    |       |
| 7. Juli  | Lucien Petipa                       | französischer Tänzer, Choreograph und Ballettmeister                                          | 82    |       |
| 8. Juli  | Soapy Smith                         | amerikanischer Geschäftsmann                                                                  |       |       |
| 8. Juli  | Friedrich Wilhelm Wegner            | deutscher Politiker                                                                           | 62    |       |
| 9. Juli  | Sigmund Conrad von Eybesfeld        | österreichischer Beamter und Politiker                                                        | 76    |       |
| 10. Juli | Max von Weinzierl                   | österreichischer Komponist, Theaterkapellmeister und Chordirigent                             | 56    |       |
| 11. Juli | Omar D. Conger                      | US-amerikanischer Politiker (Republikanische Partei)                                          | 80    |       |
| 11. Juli | Ernst Friedrich Krafft              | deutscher Unternehmer und Politiker (NLP), MdR                                                | 75    |       |
| 11. Juli | Louis Tournier                      | Schweizer reformierter Theologe                                                               | 70    |       |
| 12. Juli | Willem Frederik Reinier Suringar    | niederländischer Botaniker                                                                    | 65    |       |
| 13. Juli | Paul de Schlözer                    | polnischer Pianist und Musikpädagoge deutscher Herkunft                                       |       |       |
| 14. Juli | Alberta von Maytner                 | österreichische Schriftstellerin                                                              | 63    |       |
| 15. Juli | Thomas Bridges                      | englisch-argentinischer anglikanischer Missionar, Sprachwissenschaftler und Großgrundbesitzer |       |       |
| 15. Juli | Bernhard Neumann                    | deutscher Landrat                                                                             | 80    |       |
| 15. Juli | Stanisław Olszewski                 | polnischer Erfinder                                                                           | 46    |       |
| 15. Juli | James A. Roosevelt                  | US-amerikanischer Geschäftsmann und Bankier                                                   | 73    |       |
| 16. Juli | Theodore Weld Burdick               | US-amerikanischer Politiker                                                                   | 61    |       |
| 16. Juli | James Morrison Harris               | US-amerikanischer Politiker                                                                   | 80    |       |
| 17. Juli | Mary Ball                           | irische Naturforscherin und Entomologin                                                       | 86    |       |
| 17. Juli | Carl Gehrts                         | deutscher Maler und Hochschullehrer                                                           | 45    |       |
| 17. Juli | John Stuart Williams                | US-amerikanischer Politiker                                                                   | 80    |       |
| 18. Juli | Paul Aeby                           | Schweizer Politiker (CVP)                                                                     | 56    |       |
| 18. Juli | Gustav Adolf Barthel                | deutscher Porträtmaler                                                                        | 79    |       |
| 18. Juli | Axel Gudbrand Blytt                 | norwegischer Botaniker, Mykologe, Geologe und Universitätsprofessor                           | 55    |       |
| 18. Juli | Emil Hartmann                       | dänischer Komponist                                                                           | 62    |       |
| 18. Juli | Otto Ribbeck                        | deutscher klassischer Philologe                                                               | 70    |       |
| 19. Juli | Chief Mkwawa                        | afrikanischer Stammeshäuptling                                                                |       |       |
| 20. Juli | Juri Karlowitsch Arnold             | russischer Komponist                                                                          | 86    |       |
| 20. Juli | Ludwig von Cuny                     | deutscher Jurist, Hochschullehrer und Politiker (NLP), MdR                                    | 65    |       |
| 20. Juli | Luis Domínguez                      | argentinischer Politiker, Diplomat und Schriftsteller                                         | 79    |       |
| 20. Juli | Adolph Reinhard                     | deutscher Gutsbesitzer und Abgeordneter                                                       | 69    |       |
| 21. Juli | Franz Arnfelser                     | österreichischer Komponist                                                                    |       |       |
| 21. Juli | William Alexander Hunter            | britischer Jurist und Politiker, Mitglied des House of Commons                                | 54    |       |
| 21. Juli | Alphonse Rivier                     | Schweizer Jurist und Rechtshistoriker                                                         | 62    |       |
| 21. Juli | Emile Rodé                          | Schweizer Jurist und Diplomat                                                                 | 43    |       |
| 22. Juli | Erasmus W. Beck                     | US-amerikanischer Politiker                                                                   | 64    |       |
| 22. Juli | Emil Pümpin                         | Schweizer Eisenbahningenieur                                                                  | 57    |       |
| 23. Juli | Leopold Janauschek                  | österreichischer katholischer Theologe                                                        | 70    |       |
| 23. Juli | August Rossbach                     | deutscher Philologe und Archäologe; Hochschullehrer und Rektor in Breslau                     | 74    |       |
| 24. Juli | Wilhelm Kastner                     | deutscher Jurist und Politiker (LRP), MdR                                                     | 74    |       |
| 24. Juli | Berthold von Ploetz                 | deutscher Politiker, MdR                                                                      | 53    |       |
| 25. Juli | Nikolai Jegorowitsch Swertschkow    | russischer Maler                                                                              | 81    |       |
| 25. Juli | John Walsh                          | Erzbischof von Toronto                                                                        | 68    |       |
| 26. Juli | Lorenzo De Medici Sweat             | US-amerikanischer Politiker                                                                   | 80    |       |
| 28. Juli | Leopold Ritter von Dittel           | österreichischer Urologe                                                                      | 83    |       |
| 28. Juli | Paul von Kropff                     | preußischer Offizier, zuletzt Generallieutenant                                               | 65    |       |
| 29. Juli | Oscar von Forckenbeck               | deutscher Jurist, Kameralist sowie Museumsgründer                                             | 75    |       |
| 29. Juli | Arturo Michelena                    | venezolanischer Maler                                                                         | 35    |       |
| 29. Juli | John A. R. Newlands                 | englischer Chemiker                                                                           | 60    |       |
| 30. Juli | Otto von Bismarck                   | deutscher Politiker, MdR und erster Reichskanzler des Deutschen Reiches                       | 83    |       |
| 31. Juli | Peter Fuchs                         | deutscher Bildhauer                                                                           | 68    |       |
| 31. Juli | Friedrich von Homeyer               | pommerscher Gutsbesitzer, Landwirt und Tierzüchter                                            | 74    |       |
| 31. Juli | Karl August Mosig von Aehrenfeld    | deutsch-sorbischer Jurist und Politiker (NLP), MdR                                            | 78    |       |

## August
| Tag        | Name                                 | Beruf, bekannt als                                                                                | Alter | Beleg |
| ---------- | ------------------------------------ | ------------------------------------------------------------------------------------------------- | ----- | ----- |
| 1. August  | László Arany                         | ungarischer Dichter                                                                               | 54    |       |
| 1. August  | Heinrich IX. Reuß zu Köstritz        | deutscher Verwaltungsbeamter und Offizier                                                         | 71    |       |
| 1. August  | Carl Edmund Werner                   | deutscher Jurist                                                                                  |       |       |
| 2. August  | Friedrich Ammermüller                | württembergischer Mediziner, Lehrer, Unternehmer, Publizist und Politiker                         | 88    |       |
| 2. August  | Stevenson Archer                     | US-amerikanischer Politiker                                                                       | 71    |       |
| 2. August  | Edward Aveling                       | englischer Sozialist, Freidenker, Biologe und Zoologe. Lebensgefährte von Eleanor Marx            | 48    |       |
| 2. August  | Ludwig Egler                         | deutscher Schriftsteller und schwäbischer Mundartdichter                                          | 69    |       |
| 2. August  | Alfred Rowland                       | US-amerikanischer Politiker                                                                       | 54    |       |
| 3. August  | Charles Garnier                      | französischer Architekt                                                                           | 72    |       |
| 3. August  | Karl Knies                           | deutscher Ökonom                                                                                  | 77    |       |
| 3. August  | Guido Michelmann                     | preußischer Generalleutnant                                                                       | 75    |       |
| 4. August  | Sylwester Sembratowicz               | ukrainischer griechisch-katholischer Erzbischof und Kardinal                                      | 61    |       |
| 5. August  | Leo Luzian von Roten                 | Schweizer Politiker (katholisch-konservativ), Redaktor und Dichter                                | 74    |       |
| 5. August  | Richard Spendelin                    | deutscher Verwaltungsbeamter                                                                      | 38    |       |
| 6. August  | Emil Bechert                         | badischer Verwaltungsjurist und Politiker                                                         | 55    |       |
| 6. August  | August Freudenthal                   | deutscher Autor und Journalist                                                                    | 46    |       |
| 6. August  | Johannes Mensinga                    | holländischer Prediger                                                                            | 88    |       |
| 7. August  | James Broadhead                      | US-amerikanischer Politiker                                                                       | 79    |       |
| 7. August  | Hippolyte Crosse                     | französischer Malakologe                                                                          | 71    |       |
| 7. August  | Georg Ebers                          | deutscher Ägyptologe und Schriftsteller                                                           | 61    |       |
| 7. August  | Ludwig Richard Edler                 | deutscher Geistlicher und Politiker (Zentrum), MdR                                                | 69    |       |
| 7. August  | James Hall                           | US-amerikanischer Geologe und Paläontologe                                                        | 86    |       |
| 8. August  | Eugène Boudin                        | französischer Maler                                                                               | 74    |       |
| 8. August  | Carl Bühl                            | Landtagsabgeordneter                                                                              | 58    |       |
| 8. August  | Alexander Campbell                   | US-amerikanischer Politiker                                                                       | 83    |       |
| 8. August  | Paul Glan                            | deutscher Physiker, Meteorologe und Hochschullehrer                                               | 52    |       |
| 8. August  | Adolph Sutro                         | Bürgermeister von San Francisco                                                                   | 68    |       |
| 9. August  | Frank A. Briggs                      | US-amerikanischer Politiker                                                                       | 39    |       |
| 9. August  | Joseph Eduard Mose                   | deutscher Architekt                                                                               | 72    |       |
| 10. August | Jean Renggli                         | Schweizer Maler                                                                                   | 52    |       |
| 11. August | Georg Claussen                       | deutscher Jurist, oldenburgischer Abgeordneter und Landgerichtsdirektor in Lübeck                 | 78    |       |
| 13. August | Adrien Barthe                        | französischer Komponist                                                                           | 70    |       |
| 13. August | Maximilian von Nesselrode-Ehreshoven | deutscher Landrat                                                                                 | 80    |       |
| 13. August | Georg von Zedlitz-Neukirch           | deutscher Verwaltungsbeamter und Rittergutsbesitzer                                               | 52    |       |
| 15. August | Jakob Lindau                         | deutscher Politiker (Zentrum), MdR                                                                | 65    |       |
| 16. August | Johanna Catharina Aarsse             | niederländische Konzertsängerin                                                                   | 86    |       |
| 16. August | Nikolaus Gumberger                   | Vedutenmaler                                                                                      | 75    |       |
| 16. August | Alberich Heidmann                    | österreichischer Ordensgeistlicher, Abt des Stifts Lilienfeld und Politiker, Landtagsabgeordneter | 89    |       |
| 17. August | Michail Grigorjewitsch Tschernjajew  | russischer General                                                                                |       |       |
| 17. August | Carl Zeller                          | österreichischer Komponist                                                                        | 56    |       |
| 18. August | Theodor Claessen                     | deutscher Notar und Parlamentarier                                                                | 77    |       |
| 18. August | Carl Knebel                          | deutscher Verwaltungsjurist und Parlamentarier                                                    | 58    |       |
| 18. August | Casimir Mösch                        | Schweizer Geologe                                                                                 | 71    |       |
| 19. August | Georg von der Decken                 | deutscher Majoratsherr und Politiker (DHP), MdR                                                   | 61    |       |
| 20. August | Carl Carl                            | deutscher Komponist und Musiker                                                                   | 68    |       |
| 20. August | Bruno von Montluisant                | österreichischer Generalmajor                                                                     | 83    |       |
| 20. August | Karl August Schapper                 | deutscher evangelischer Theologe und Predigerseminardirektor                                      | 83    |       |
| 21. August | Jules Brun                           | Schweizer Politiker                                                                               | 66    |       |
| 21. August | Ernest George Dodge                  | US-amerikanischer Maler                                                                           | 34    |       |
| 21. August | Vincenz Statz                        | deutscher Architekt                                                                               | 79    |       |
| 21. August | Niccolò van Westerhout               | italienischer Komponist                                                                           | 40    |       |
| 22. August | Eduard Angerer                       | österreichischer Geistlicher                                                                      | 81    |       |
| 22. August | Richard Bohn                         | deutscher Bauforscher                                                                             | 48    |       |
| 22. August | Paul IV. Esterházy de Galantha       | zehnter Fürst Esterházy (1894–1898)                                                               | 55    |       |
| 23. August | Moody Currier                        | US-amerikanischer Politiker                                                                       | 92    |       |
| 23. August | William Welch Deloitte               | englischer Wirtschaftsprüfer                                                                      |       |       |
| 23. August | Julius Herz                          | deutsch-australischer Komponist, Organist und Musiklehrer                                         | 57    |       |
| 23. August | Henry H. Holt                        | US-amerikanischer Politiker                                                                       | 67    |       |
| 23. August | Gustav Heinrich von Lamparter        | württembergischer Oberamtmann und Regierungspräsident                                             | 71    |       |
| 23. August | Félicien Rops                        | belgischer Graphiker und Illustrator                                                              | 65    |       |
| 24. August | Casimir Gzowski                      | kanadischer Ingenieur, Vizegouverneur von Ontario                                                 | 85    |       |
| 25. August | Lysimachos Kalokairinos              | griechischer Politiker                                                                            |       |       |
| 25. August | Ferdinand von Lütcken                | preußischer General der Infanterie                                                                | 61    |       |
| 25. August | Franz von Stejskal                   | Wiener Polizeipräsident                                                                           | 68    |       |
| 27. August | Theodor Förster                      | deutscher evangelischer Theologe und Superintendent                                               | 59    |       |
| 27. August | John Hopkinson                       | britischer Physiker und Elektroingenieur                                                          | 49    |       |
| 27. August | Theodor Mäulen                       | württembergischer Oberamtmann                                                                     | 54    |       |
| 30. August | Heinrich Keiter                      | deutscher Journalist, Publizist und Schriftsteller                                                | 45    |       |
| 31. August | Hubert Henry                         | französischer Berufssoldat                                                                        | 52    |       |
| 31. August | Ferdinand Marx                       | deutscher Turner und Turnlehrer                                                                   | 70    |       |

## September
| Tag           | Name                                | Beruf, bekannt als | Alter | Beleg |
| ------------- | ----------------------------------- | --- | ----- | ----- |
| 1. September  | Tazaki Sōun                         | japanischer Maler | 82    |       |
| 1. September  | Trương Vĩnh Ký                      | vietnamesischer Schriftsteller, Wissenschaftler, Journalist und Übersetzer                                                          | 60    |       |
| 1. September  | Robert von Zimmermann               | österreichischer Ästhetiker und philosophischer Schriftsteller                                                                      | 73    |       |
| 2. September  | Ludwig Reuling                      | deutscher Industrieller | 54    |       |
| 2. September  | Wilford Woodruff                    | 4. Präsident der Kirche Jesu Christi der Heiligen der Letzten Tage                                                                  | 91    |       |
| 3. September  | James S. T. Stranahan               | US-amerikanischer Politiker | 90    |       |
| 3. September  | Carl Emil Weber                     | deutscher Diplomat, und Politiker (NLP), MdR                                                                                        | 55    |       |
| 4. September  | Carl Hebler                         | Schweizer Philosoph | 76    |       |
| 4. September  | Georg Merkel                        | Oberbürgermeister der Stadt Göttingen                                                                                               | 69    |       |
| 4. September  | Hugo von Winterfeld                 | preußischer General der Infanterie                                                                                                  | 61    |       |
| 5. September  | Samuel Apolant                      | deutscher Rabbiner und Autor | 75    |       |
| 5. September  | Jeremiah Watkins Clapp              | US-amerikanischer Jurist und konföderierter Politiker                                                                               | 83    |       |
| 5. September  | Andrew Jackson Faulk                | US-amerikanischer Politiker, Gouverneur vom Dakota-Territorium                                                                      | 83    |       |
| 5. September  | Gustav Klatt                        | deutscher Vizeadmiral | 75    |       |
| 5. September  | John G. Sawyer                      | US-amerikanischer Politiker | 73    |       |
| 6. September  | Alfred Dietrich                     | deutscher Schiffbauingenieur | 55    |       |
| 7. September  | Franz von Falkenhayn                | österreichischer Gutsbesitzer und Politiker, Landtagsabgeordneter                                                                   | 70    |       |
| 8. September  | Stephen A. Northway                 | US-amerikanischer Politiker (Republikanische Partei)                                                                                | 65    |       |
| 9. September  | William Chatterton Dix              | britischer Kirchenlieddichter | 61    |       |
| 9. September  | Jean-Baptiste Labelle               | kanadischer Organist, Pianist, Komponist und Dirigent                                                                               |       |       |
| 9. September  | Stéphane Mallarmé                   | französischer Schriftsteller | 56    |       |
| 9. September  | Michaela Pfaffinger                 | österreichische Malerin | 35    |       |
| 10. September | Alexander Crummell                  | Missionar in Afrika | 79    |       |
| 10. September | Elisabeth von Österreich-Ungarn     | Kaiserin von Österreich und Königin von Ungarn                                                                                      | 60    |       |
| 11. September | Ludwig Norman-Neruda                | englischer Bergsteiger, Maler | 33    |       |
| 11. September | Carl Friedrich Wehrmann             | deutscher Pädagoge und Historiker                                                                                                   | 89    |       |
| 12. September | Amand Jegorowitsch Struwe           | russischer Militäringenieur und Unternehmer                                                                                         | 63    |       |
| 14. September | William Seward Burroughs I.         | US-amerikanischer Unternehmer | 41    |       |
| 14. September | José Vieira Couto de Magalhães      | brasilianischer Schriftsteller, Jurist und Politiker                                                                                | 60    |       |
| 14. September | Adolphe Samuel                      | belgischer Komponist, Dirigent und Musikpädagoge                                                                                    | 74    |       |
| 14. September | Julia Tuttle                        | US-amerikanische Geschäftsfrau | 49    |       |
| 16. September | Bernhard Heisterbergk               | deutscher Klassischer Philologe | 57    |       |
| 18. September | Brynjulf Bergslien                  | norwegischer Bildhauer | 67    |       |
| 18. September | Ramón Emeterio Betances             | Vater der puerto-ricanischen Unabhängigkeitsbewegung                                                                                | 71    |       |
| 18. September | Max Cordignano                      | italienisch-österreichischer Architekt und Baumeister                                                                               |       |       |
| 18. September | Varina Anne Davis                   | US-amerikanische Schriftstellerin und Künstlerin                                                                                    | 34    |       |
| 18. September | Johann Friedel                      | österreichischer Offizier | 82    |       |
| 18. September | Émile Mayade                        | französischer Autopionier und Rennfahrer                                                                                            | 45    |       |
| 19. September | Paul Charreire                      | französischer Organist und Komponist                                                                                                | 77    |       |
| 19. September | George Edward Grey                  | neuseeländischer Politiker, Premierminister von Neuseeland (1877–1879), Gouverneur der Kapkolonie, von Südaustralien und Neuseeland | 86    |       |
| 19. September | Maximilian von Proskowetz           | österreichischer Agronom, Diplomat und Reiseschriftsteller                                                                          | 46    |       |
| 20. September | Theodor Fontane                     | deutscher Schriftsteller und Apotheker                                                                                              | 78    |       |
| 21. September | William W. Eaton                    | US-amerikanischer Politiker | 81    |       |
| 21. September | Franz Xaver von Linsenmann          | katholischer Moraltheologe und Bischof von Rottenburg                                                                               | 62    |       |
| 22. September | Andreas Arzruni                     | Mineraloge | 50    |       |
| 22. September | Heinrich Wilhelm Köhler             | deutscher Forstmann | 75    |       |
| 22. September | Fortino Hipólito Vera y Talonia     | mexikanischer Geistlicher, Bischof von Cuernavaca                                                                                   | 64    |       |
| 23. September | Carl Bolbrügge                      | Mühlenbesitzer | 48    |       |
| 23. September | Robert Roberts                      | schottischer Autor und Journalist                                                                                                   | 59    |       |
| 24. September | John Benton Callis                  | US-amerikanischer Politiker | 70    |       |
| 24. September | Nikolai Alexandrowitsch Nowosselski | russischer Unternehmer | 79    |       |
| 25. September | Bruno Geiser                        | deutscher Journalist und Politiker (SPD), MdR                                                                                       | 52    |       |
| 25. September | Gabriel de Mortillet                | französischer Prähistoriker | 77    |       |
| 25. September | Theodor Richter                     | deutscher Chemiker und Mineraloge                                                                                                   | 73    |       |
| 26. September | Fanny Davenport                     | US-amerikanischer Bühnenschauspielerin                                                                                              | 48    |       |
| 26. September | Julius Döring                       | deutschbaltischer Maler | 80    |       |
| 28. September | Enrico Cosenz                       | italienischer General und Politiker, Mitglied der Camera dei deputati                                                               | 78    |       |
| 28. September | Tan Sitong                          | chinesischer Politiker und Philosoph                                                                                                | 33    |       |
| 29. September | Thomas F. Bayard                    | US-amerikanischer Politiker | 69    |       |
| 29. September | William Kingsford                   | kanadischer Landvermesser, Journalist und Literat                                                                                   | 78    |       |
| 29. September | Louise von Hessen-Kassel            | Königin von Dänemark | 81    |       |
| 30. September | James Edward Tierney Aitchison      | englischer Arzt, Botaniker, Pflanzensammler und Reisender                                                                           | 61    |       |
| 30. September | Gustav Reinwald                     | deutscher lutherischer Geistlicher                                                                                                  | 61    |       |
| 30. September | August Ubbelohde                    | deutscher Rechtswissenschaftler | 64    |       |
| September     | Camille Alphonse Faure              | französischer Ingenieur | 58    |       |

## Oktober
| Tag         | Name                                     | Beruf, bekannt als                                                                                    | Alter | Beleg |
| ----------- | ---------------------------------------- | --- | ----- | ----- |
| 1. Oktober  | Adolph Wilhelm Berger                    | deutscher Vizeadmiral                                                                                 | 68    |       |
| 2. Oktober  | Heinrich Theodor Koch                    | deutscher Jurist und Politiker, MdR, MdL (Königreich Sachsen)                                         | 76    |       |
| 2. Oktober  | Adalbert von Majersky                    | österreichischer Dichter und Herausgeber                                                              | 32    |       |
| 2. Oktober  | Xaver Weiss                              | deutscher Verwaltungsbeamter                                                                          | 87    |       |
| 3. Oktober  | Martin von Goßler                        | preußischer Generalleutnant und Herr auf Kalbe                                                        | 55    |       |
| 3. Oktober  | Karl Oskar Meves                         | deutscher Reichsgerichtsrat                                                                           | 70    |       |
| 4. Oktober  | Werner von Trott zu Solz                 | deutscher Verwaltungsbeamter                                                                          | 48    |       |
| 5. Oktober  | Friedrich von Landsberg-Velen und Gemen  | deutscher Standesherr, Unternehmer und Politiker (Zentrum), MdR                                       | 83    |       |
| 6. Oktober  | Hugo Braesicke                           | deutscher Kommunalpolitiker, Mitglied des Preußischen Herrenhauses und Oberbürgermeister von Bromberg | 55    |       |
| 6. Oktober  | Wilhelm Emil Fein                        | deutscher Erfinder und Unternehmer                                                                    | 56    |       |
| 6. Oktober  | Otto von Königslöw                       | deutscher Violinist und Konzertmeister                                                                | 73    |       |
| 6. Oktober  | Richard von Rieß                         | deutscher Theologe                                                                                    | 75    |       |
| 6. Oktober  | Carl Schmelzer                           | deutscher Pädagoge, Politiker und Schriftsteller                                                      | 64    |       |
| 7. Oktober  | A. Oakey Hall                            | US-amerikanischer Politiker, Rechtsanwalt, Schriftsteller, Zeitungsreporter                           | 72    |       |
| 7. Oktober  | Gustav von Heinen                        | schlesischer Rittergutsbesitzer und Politiker                                                         |       |       |
| 7. Oktober  | Sherman Hoar                             | US-amerikanischer Politiker                                                                           | 38    |       |
| 7. Oktober  | Blanche Willis Howard                    | amerikanische Schriftstellerin                                                                        | 51    |       |
| 7. Oktober  | Joseph Richard                           | Schweizer Politiker                                                                                   | 69    |       |
| 8. Oktober  | Carl Otto Hager                          | deutscher Architekt                                                                                   | 84    |       |
| 8. Oktober  | Marie von Sachsen-Altenburg              | Prinzessin von Preußen                                                                                | 44    |       |
| 8. Oktober  | Alexander von der Osten                  | deutscher Rittergutsbesitzer und Politiker, MdR                                                       | 59    |       |
| 9. Oktober  | Rudolf Peiper                            | deutscher Klassischer und Mittellateinischer Philologe und Gymnasiallehrer                            | 64    |       |
| 10. Oktober | Benjamin Stark                           | US-amerikanischer Politiker                                                                           | 78    |       |
| 12. Oktober | Theodor Gsell Fels                       | Schweizer Schriftsteller, Kunsthistoriker und Mediziner                                               | 80    |       |
| 12. Oktober | Moritz Heidenheim                        | jüdisch-christlicher Gelehrter                                                                        | 74    |       |
| 12. Oktober | William Larnach                          | australischer Bankmanager, neuseeländischer Politiker und Erbauer des Larnach Castle in Dunedin       | 65    |       |
| 12. Oktober | Victor Pohlmeyer                         | deutscher Ingenieur und Erfinder                                                                      | 75    |       |
| 13. Oktober | Albert Biesantz                          | deutscher Bäcker und Politiker, MdR                                                                   | 50    |       |
| 15. Oktober | Gustav Floerke                           | deutscher Schriftsteller und Kunsthistoriker                                                          | 52    |       |
| 16. Oktober | Louis Gallet                             | französischer Librettist und Schriftsteller                                                           | 63    |       |
| 16. Oktober | Ludwig Hermann Hoffmann                  | deutscher Kaufmann und Politiker, MdHB                                                                | 79    |       |
| 16. Oktober | Jules Eugène Lenepveu                    | französischer Maler                                                                                   | 78    |       |
| 16. Oktober | William F. Love                          | US-amerikanischer Politiker                                                                           | 48    |       |
| 17. Oktober | Vicente Barrantes                        | spanischer Schriftsteller                                                                             | 69    |       |
| 17. Oktober | Adolf Hirzel                             | deutscher Politiker                                                                                   | 88    |       |
| 18. Oktober | Lucien Anderson                          | US-amerikanischer Politiker                                                                           | 74    |       |
| 18. Oktober | Franz Magnus Böhme                       | deutscher Hochschullehrer, Komponist, Volksliedforscher und -sammler                                  | 71    |       |
| 18. Oktober | John Buchanan                            | neuseeländischer Botaniker                                                                            | 79    |       |
| 19. Oktober | Harold Frederic                          | US-amerikanischer Schriftsteller und Journalist                                                       | 42    |       |
| 19. Oktober | John James Jones                         | US-amerikanischer Politiker                                                                           | 74    |       |
| 19. Oktober | Ernst von Wallenberg                     | preußischer Verwaltungsbeamter                                                                        | 76    |       |
| 20. Oktober | Ludwig Dahn                              | deutscher Schauspieler                                                                                | 55    |       |
| 20. Oktober | Wilhelm Langenfaß                        | deutscher Architekt und königlich bayerischer Baubeamter                                              | 79    |       |
| 20. Oktober | Theodor Scheffer-Boichorst               | deutscher Politiker                                                                                   | 78    |       |
| 20. Oktober | Johannes Seluner                         | Findelkind                                                                                            |       |       |
| 20. Oktober | Charles H. Sheldon                       | US-amerikanischer Politiker                                                                           | 58    |       |
| 20. Oktober | Carl Friedrich Zimmermann                | deutscher Instrumentenbauer                                                                           |       |       |
| 21. Oktober | Bernhard Höting                          | Bischof von Osnabrück                                                                                 | 77    |       |
| 21. Oktober | Adolph Lesser                            | deutscher Reichsgerichtsrat                                                                           | 79    |       |
| 21. Oktober | Carl von Schwarz                         | österreichischer Bauunternehmer der Gründerzeit                                                       | 81    |       |
| 22. Oktober | Alfred Franz Carl von Reventlow-Criminil | dänisch-deutscher Diplomat und Gutsbesitzer                                                           | 73    |       |
| 22. Oktober | Aniceto Esquivel Sáenz                   | Präsident Costa Ricas                                                                                 | 74    |       |
| 22. Oktober | Guiomar Torrezão                         | portugiesische Schriftstellerin                                                                       | 53    |       |
| 24. Oktober | Robert Micklitz                          | österreichischer Forstwissenschaftler                                                                 | 80    |       |
| 24. Oktober | Pierre Puvis de Chavannes                | französischer Maler                                                                                   | 73    |       |
| 26. Oktober | Gerold Nager                             | Schweizer Politiker                                                                                   | 75    |       |
| 27. Oktober | Caspar Wistar Bell                       | US-amerikanischer Politiker                                                                           | 79    |       |
| 27. Oktober | Ludwig von Godin                         | bayerischer Forstbeamter und Präsident der fürstlich hohenzollernschen Hofkammer                      | 83    |       |
| 27. Oktober | Alfred von Königsegg-Aulendorf           | österreichischer General                                                                              | 81    |       |
| 28. Oktober | Johann Faistenberger                     | österreichischer Musiker                                                                              | 58    |       |
| 29. Oktober | Adolf Obermüllner                        | österreichischer Maler                                                                                | 65    |       |
| 30. Oktober | Josiah Latimer Clark                     | englischer Ingenieur                                                                                  | 76    |       |
| 30. Oktober | John Israel                              | Hamburger Rechtsanwalt, MdB                                                                           | 65    |       |
| 30. Oktober | Paul Kramer                              | deutscher Pädagoge, Biologe und Provinzialschulrat                                                    | 55    |       |
| 30. Oktober | Jakow Petrowitsch Polonski               | russischer Dichter, Schriftsteller und Librettist                                                     | 78    |       |
| 31. Oktober | Joshua G. Hall                           | US-amerikanischer Politiker                                                                           | 69    |       |
| 31. Oktober | Josif Kowatschew                         | bulgarischerufklärer, Pädagoge und Politiker                                                          | 59    |       |
| 31. Oktober | Joseph R. West                           | US-amerikanischer Politiker und General der Unionsarmee                                               | 76    |       |

## November
| Tag          | Name                                  | Beruf, bekannt als                                                                         | Alter | Beleg |
| ------------ | ------------------------------------- | ------------------------------------------------------------------------------------------ | ----- | ----- |
| 1. November  | Max Heinzel                           | deutscher Dialektdichter, Schriftsteller, Journalist und Hauslehrer                        | 65    |       |
| 1. November  | Friedrich Sturm                       | österreichischer Dekorations- und Blumenmaler                                              | 75    |       |
| 2. November  | George Goyder                         | australischer Geodät und Leiter der Vermessungsbehörde, die 1869 Darwin gründete           | 72    |       |
| 2. November  | Johann Christoph Kunkler              | Schweizer Architekt                                                                        | 84    |       |
| 2. November  | Caspar Melchior Balthasar Zeitlinger  | österreichischer Sensenfabrikant                                                           | 68    |       |
| 4. November  | Charles Jerome Hopkins                | US-amerikanischer Komponist, Musiklehrer und -förderer                                     | 62    |       |
| 6. November  | Hugo Delff                            | deutscher Philosoph, evangelischer Theologe und Schriftsteller                             | 58    |       |
| 7. November  | Max Alvary                            | deutscher Architekt und Opernsänger                                                        | 47    |       |
| 7. November  | Maria Antonia von Neapel-Sizilien     | Prinzessin von Neapel-Sizilien, durch Heirat letzte Großherzogin der Toskana               | 83    |       |
| 7. November  | Gustav Rostosky                       | sächsischer Fabrikant und Mitglied der Ständeversammlung (Landtag) des Königreichs Sachsen | 59    |       |
| 7. November  | Albert Weibezahn                      | deutscher Richter und Parlamentarier                                                       | 58    |       |
| 7. November  | Karl Wilmanns                         | deutscher Jurist und Politiker, MdR                                                        | 63    |       |
| 8. November  | Karl Eduard Erdmann                   | deutsch-baltischer Rechtswissenschaftler und Hochschullehrer                               | 57    |       |
| 8. November  | Arthur Rohmer                         | deutscher Architekt bzw. Baumeister                                                        | 68    |       |
| 8. November  | Josef Sprinzl                         | österreichischer katholischer Theologe und Hochschullehrer                                 | 59    |       |
| 8. November  | Byron Weston                          | US-amerikanischer Politiker                                                                | 66    |       |
| 9. November  | Robert Franklin Armfield              | US-amerikanischer Politiker                                                                | 69    |       |
| 9. November  | DeWitt Clinton Cregier                | US-amerikanischer Politiker                                                                | 69    |       |
| 9. November  | Gertrud Pfander                       | Schweizer Schriftstellerin                                                                 | 24    |       |
| 10. November | Alkmar II. von Alvensleben            | preußischer Generalleutnant, Kommandant von Breslau                                        | 57    |       |
| 10. November | John Fowler                           | britischer Eisenbahningenieur und Brückenbauer                                             | 81    |       |
| 10. November | Eduard Reimann                        | deutscher Theaterschauspieler und Theaterintendant                                         | 65    |       |
| 11. November | Eugen von Boch                        | deutscher Unternehmer                                                                      | 89    |       |
| 11. November | Friedrich Brenner                     | deutscher Chordirigent, Organist und Komponist                                             | 83    |       |
| 11. November | William Wyatt Gill                    | australischer Missionar und Ethnologe                                                      | 69    |       |
| 12. November | Nakahama Manjirō                      | japanischer Übersetzer und Beamter während Edo-Zeit und Meiji-Restauration                 | 71    |       |
| 12. November | Johann Ludwig Meckel                  | deutscher Kupferschmied und Abgeordneter                                                   | 85    |       |
| 12. November | Otto Theodor von Seydewitz            | deutscher Politiker, MdR                                                                   | 80    |       |
| 13. November | Adolph Lange                          | deutscher Unternehmer und Politiker, MdL (Königreich Sachsen)                              | 83    |       |
| 14. November | Carl Bille                            | dänischer Marinemaler                                                                      | 83    |       |
| 14. November | William Hickley Gross                 | US-amerikanischer Geistlicher und Erzbischof von Oregon City                               | 61    |       |
| 14. November | David Gruby                           | ungarischer Pathologe und Mykologe                                                         | 88    |       |
| 14. November | Albert Serlo                          | deutscher Bergmann und Politiker                                                           | 74    |       |
| 14. November | Alfred Dundas Taylor                  | britischer Marinekommandeur, Architekt und Autor der Admiralität der Royal Navy            | 73    |       |
| 15. November | Egbert von Frankenberg und Proschlitz | preußischer Offizier, zuletzt Generalleutnant                                              | 56    |       |
| 16. November | Gawril Krastewitsch                   | bulgarischer Politiker und hoher osmanischer Beamter                                       |       |       |
| 17. November | Albert R. Anderson                    | US-amerikanischer Politiker                                                                | 61    |       |
| 17. November | Achille Costa                         | italienischer Entomologe                                                                   | 75    |       |
| 17. November | Hermann Henrich Meier                 | deutscher Geschäftsmann und Politiker (NLP), MdBB, MdR                                     | 89    |       |
| 17. November | Philipp M. Schmutzer                  | österreichischer Musiker und Komponist                                                     | 76    |       |
| 18. November | Helene Sedlmayr                       | Münchner Stadtoriginal, Inbegriff der schönen Münchnerin                                   | 85    |       |
| 18. November | Jean de Tinan                         | französischer Schriftsteller                                                               | 24    |       |
| 19. November | Don Carlos Buell                      | US-amerikanischer Offizier                                                                 | 80    |       |
| 19. November | Jelena Dmitrijewna Polenowa           | russische Malerin                                                                          | 47    |       |
| 20. November | Anton Tausche                         | böhmisch-österreichischer Politiker                                                        | 60    |       |
| 21. November | Samuel Myron Brainerd                 | US-amerikanischer Politiker                                                                | 56    |       |
| 22. November | Julius Baedeker                       | deutscher Verleger, Buchhändler und Redakteur                                              | 77    |       |
| 22. November | Karl Ferdinand Batsch                 | deutscher Marineoffizier, zuletzt Vizeadmiral                                              | 67    |       |
| 22. November | Eduard Spörer                         | russisch-estnisch-deutscher Maler                                                          | 57    |       |
| 23. November | Alfons Huber                          | österreichischer Historiker                                                                | 64    |       |
| 24. November | George Alexander Albrecht             | deutscher Kaufmann, österreichisch-ungarischer Konsul                                      | 64    |       |
| 24. November | George James Allman                   | irischer Botaniker                                                                         | 86    |       |
| 24. November | Giuseppe Bertini                      | italienischer Maler                                                                        | 72    |       |
| 24. November | Theodore S. Fay                       | US-amerikanischer Autor und Diplomat                                                       | 91    |       |
| 24. November | Richard Perls                         | deutscher Lyriker                                                                          | 25    |       |
| 25. November | Louis K. Church                       | US-amerikanischer Politiker, Gouverneur des Dakota-Territoriums                            | 51    |       |
| 25. November | Paul Theodor Kind                     | Schweizer reformierter Geistlicher                                                         | 37    |       |
| 25. November | Ludwig von Slaski                     | polnisch-deutscher Rittergutsbesitzer und Politiker, MdR                                   | 80    |       |
| 25. November | Franco Tosi                           | italienischer Maschinenbauingenieur und Industrieller                                      | 48    |       |
| 26. November | Theodor Pelizäus                      | deutscher Fabrikant und Abgeordneter                                                       | 78    |       |
| 27. November | Karl Gude                             | deutscher Lehrer und Schulschriftsteller                                                   | 84    |       |
| 28. November | Conrad Ferdinand Meyer                | Schweizer Dichter des Realismus                                                            | 73    |       |
| 29. November | Reinhold Bärwinkel                    | Landtagsabgeordneter                                                                       | 64    |       |
| 29. November | Ángel Ganivet                         | spanischer Schriftsteller                                                                  | 32    |       |
| 29. November | Alexandre Gavard                      | Schweizer Lehrer und Politiker                                                             | 53    |       |
| 29. November | Gustave Herter                        | Möbeldesigner und Innenausstatter                                                          |       |       |
| 29. November | Karl Franz Jaeckel                    | deutscher Jurist und Politiker                                                             | 54    |       |
| 29. November | Karl Ernst Willibald Toussaint        | deutscher Reichsgerichtsrat                                                                | 62    |       |
| 29. November | Karl Wilhelm Winzer                   | preußischer Textilunternehmer                                                              | 74    |       |

## Dezember
| Tag          | Name                                     | Beruf, bekannt als                                                                                        | Alter | Beleg |
| ------------ | ---------------------------------------- | --- | ----- | ----- |
| 1. Dezember  | Johann Friedrich Wilhelm Binder          | deutscher Gymnasiallehrer und Politiker                                                                   | 40    |       |
| 1. Dezember  | Anton Goebel                             | deutscher Klassischer Philologe und Gymnasialdirektor                                                     | 74    |       |
| 1. Dezember  | Luděk Marold                             | tschechischer Maler und Graphiker                                                                         | 33    |       |
| 1. Dezember  | John Troup Shewmake                      | US-amerikanischer Jurist und Politiker                                                                    | 70    |       |
| 3. Dezember  | Pauline Couriard                         | russische Malerin                                                                                         | 50    |       |
| 3. Dezember  | David Stuart Erskine, 13. Earl of Buchan | schottischer Adeliger                                                                                     | 83    |       |
| 4. Dezember  | Barnes Compton                           | US-amerikanischer Politiker                                                                               | 68    |       |
| 4. Dezember  | Friedrich Flügge                         | Großherzoglicher mecklenburgischer Oberpostamtsdirektor                                                   | 81    |       |
| 4. Dezember  | James Girard Lindsley                    | US-amerikanischer Politiker                                                                               | 79    |       |
| 5. Dezember  | Ambrósio Leitão da Cunha                 | brasilianischer Politiker                                                                                 | 73    |       |
| 5. Dezember  | Robert B. F. Peirce                      | US-amerikanischer Politiker                                                                               | 55    |       |
| 6. Dezember  | William H. Robertson                     | US-amerikanischer Jurist und Politiker                                                                    | 75    |       |
| 6. Dezember  | Heinrich von Sahr                        | deutscher Komponist                                                                                       | 69    |       |
| 7. Dezember  | Jules-Auguste Hovyn de Tranchère         | französischer Politiker                                                                                   | 82    |       |
| 7. Dezember  | Gerhard Oncken                           | deutscher Gutsbesitzer und Parlamentarier                                                                 | 61    |       |
| 8. Dezember  | Kurt von Krosigk                         | preußischer Landrat und Geheimer Regierungsrat                                                            | 79    |       |
| 8. Dezember  | Andreas von Renner                       | württembergischer Beamter und Minister                                                                    | 84    |       |
| 9. Dezember  | Georg Cornicelius                        | deutscher Maler und Zeichner                                                                              | 73    |       |
| 9. Dezember  | Georg Osthoff                            | deutscher Architekt und Baubeamter                                                                        | 54    |       |
| 9. Dezember  | Emil Zimmermann                          | deutscher romantischer Maler                                                                              | 40    |       |
| 10. Dezember | William Black                            | schottischer Schriftsteller                                                                               | 57    |       |
| 10. Dezember | John Lowell Gardner                      | US-amerikanischer Geschäftsmann und Kunstsammler                                                          | 61    |       |
| 10. Dezember | Eustachius von Rogalinski                | polnischer Rittergutsbesitzer und Politiker, MdR                                                          | 56    |       |
| 10. Dezember | Thomas Upington                          | Politiker und Premierminister der Kapkolonie                                                              | 54    |       |
| 10. Dezember | Karl Julius August von Vangerow          | deutscher Reichsgerichtsrat und Reichsoberhandelsgerichtsrat                                              | 89    |       |
| 11. Dezember | William Anderson                         | britischer Ingenieur, Unternehmer und Philanthrop                                                         | 64    |       |
| 11. Dezember | Paul Friedrich Bronisch                  | sorbischer Pfarrer und Schriftsteller in der Niederlausitz                                                | 68    |       |
| 11. Dezember | Calixto García                           | kubanischer General in den Unabhängigkeitskriegen                                                         | 59    |       |
| 11. Dezember | Max Grünbaum                             | deutscher Orientalist                                                                                     | 81    |       |
| 11. Dezember | William Jenner                           | britischer Arzt                                                                                           | 83    |       |
| 11. Dezember | Samuel McKee                             | US-amerikanischer Politiker                                                                               | 65    |       |
| 13. Dezember | George Frederick Bristow                 | US-amerikanischer Komponist                                                                               | 72    |       |
| 13. Dezember | Otto Hendel                              | deutscher Buchdrucker und Verleger                                                                        | 78    |       |
| 13. Dezember | Paul Hinschius                           | deutscher Kirchenrechtslehrer und Politiker, MdR                                                          | 62    |       |
| 13. Dezember | Friedrich Leitschuh                      | deutscher Bibliothekar                                                                                    | 61    |       |
| 13. Dezember | Carl Otto Müller                         | deutscher Jurist und Politiker                                                                            | 79    |       |
| 13. Dezember | Louis Müller                             | deutscher Architekt                                                                                       | 56    |       |
| 15. Dezember | Giovanni Arcioni                         | Schweizer Schriftsteller                                                                                  | 71    |       |
| 15. Dezember | Calvin S. Brice                          | US-amerikanischer Politiker (Demokratische Partei)                                                        | 53    |       |
| 15. Dezember | Georg Haas                               | Landtagsabgeordneter Großherzogtum Hessen                                                                 | 63    |       |
| 15. Dezember | August Carl Libert Lentz                 | deutscher Porträt- und Genremaler                                                                         | 71    |       |
| 15. Dezember | Wilhelm Franz Speer                      | deutscher Komponist, Organist und Chorleiter                                                              | 75    |       |
| 16. Dezember | Albert Wilhelm Gustav Goetz              | deutscher Unternehmer und Politiker (NLP), MdR                                                            | 77    |       |
| 16. Dezember | Pawel Michailowitsch Tretjakow           | russischer Kaufmann, Kunstmäzen und Kunstsammler                                                          | 65    |       |
| 17. Dezember | Giovan Battista Buzzi-Cantone            | Schweizer Pädagoge und Herausgeber                                                                        | 73    |       |
| 17. Dezember | Franz Hipler                             | deutscher Historiker                                                                                      | 62    |       |
| 17. Dezember | Hermann Wilhelm Vogel                    | deutscher Fotochemiker                                                                                    | 64    |       |
| 18. Dezember | Willem Maurits de Brauw                  | niederländischer Politiker, Kolonialminister und Kommissar des Königs                                     | 60    |       |
| 18. Dezember | Karl Fröhlich                            | deutscher Schriftsteller und Scherenschnitt-Künstler                                                      | 77    |       |
| 18. Dezember | Louis Gonin                              | Schweizer Ingenieur                                                                                       | 70    |       |
| 18. Dezember | Thomas W. Osborn                         | US-amerikanischer Politiker                                                                               | 65    |       |
| 18. Dezember | Fritz Pauli                              | deutscher Jurist, Beamter und Politiker                                                                   | 66    |       |
| 19. Dezember | Carl von Mettenheimer                    | deutscher Mediziner, Naturwissenschaftler, Komponist und Begründer der Kinderheilkunde an der Ostseeküste | 74    |       |
| 21. Dezember | Friedrich August Berthold Nitzsch        | deutscher levangelischer Theologe                                                                         | 66    |       |
| 21. Dezember | William Robertson                        | deutscher Unternehmer                                                                                     |       |       |
| 22. Dezember | Wilhelm Dames                            | deutscher Paläontologe und Geologe                                                                        | 55    |       |
| 22. Dezember | Fritz Thelemann                          | bayerischer Verwaltungsjurist                                                                             | 65    |       |
| 23. Dezember | Nikolai Leontjewitsch Benois             | russischer Architekt                                                                                      | 85    |       |
| 23. Dezember | Oswald von Loebell                       | preußischer Generalleutnant                                                                               | 75    |       |
| 23. Dezember | Carl Struckmann                          | deutscher Amtsrat, Geologe und Paläontologe, Sammler sowie Sachbuchautor                                  | 65    |       |
| 24. Dezember | Johann Christian Kruse                   | deutscher Politiker                                                                                       | 80    |       |
| 24. Dezember | Scharbel Machluf                         | Mönch und Heiliger der katholischen Kirche                                                                | 70    |       |
| 24. Dezember | Elena Sanz                               | spanische Opernsängerin                                                                                   | 49    |       |
| 24. Dezember | Ithamar Sloan                            | US-amerikanischer Politiker                                                                               | 76    |       |
| 24. Dezember | Carl Struck                              | deutscher Lehrer und Naturforscher                                                                        | 66    |       |
| 25. Dezember | Georges Rodenbach                        | Dichter und Schriftsteller des Symbolismus                                                                | 43    |       |
| 25. Dezember | Laura Gundersen                          | norwegische Schauspielerin                                                                                | 65    |       |
| 27. Dezember | Thomas L. Bunting                        | US-amerikanischer Politiker                                                                               | 54    |       |
| 27. Dezember | John P. Cochran                          | US-amerikanischer Politiker                                                                               | 89    |       |
| 27. Dezember | Julian Zachariewicz                      | polnischer Architekt und Restaurator                                                                      | 61    |       |
| 28. Dezember | Friedrich Gottlieb von Bülow             | deutscher Rittergutsbesitzer und Politiker                                                                | 67    |       |
| 28. Dezember | Christian Dieden                         | deutscher Politiker (Zentrum), MdR                                                                        | 88    |       |
| 28. Dezember | Carl Friederich Christian Kelling        | deutschstämmiger Einwanderer in Neuseeland und Mitbegründer der deutschen Siedlung Ranzau                 | 80    |       |
| 28. Dezember | Justin Smith Morrill                     | US-amerikanischer Politiker der Republikanischen Partei                                                   | 88    |       |
| 28. Dezember | Joan Baptista Pujol i Riu                | katalanischer Pianist, Musikpädagoge und Komponist                                                        | 63    |       |
| 28. Dezember | Hamilton Ward senior                     | US-amerikanischer Politiker                                                                               | 69    |       |
| 29. Dezember | Friedrich Alexander Buhse                | deutscher Botaniker                                                                                       | 77    |       |
| 29. Dezember | Moritz von Egidy                         | deutscher Moralphilosoph und christlicher Reformator                                                      | 51    |       |
| 29. Dezember | Georg Goltermann                         | deutscher Cellist und Komponist                                                                           | 74    |       |
| 29. Dezember | Gustav Hasselbach                        | deutscher Finanzbeamter                                                                                   | 80    |       |
| 29. Dezember | Friedrich Sommer                         | deutscher Jurist und Politiker (NLP), MdR                                                                 | 74    |       |
| 30. Dezember | Michael Datzl                            | deutscher Politiker (Zentrum), MdR                                                                        | 77    |       |
| 30. Dezember | Adrian von Enckevort                     | preußischer Offizier und Politiker, Gutsbesitzer in Pommern                                               | 58    |       |
| 31. Dezember | Friedrich Busse                          | deutscher Reeder und Fischhändler                                                                         | 63    |       |
| 31. Dezember | Gotthold Kreyenberg                      | deutscher Pädagoge und Schulleiter                                                                        | 61    |       |
| 31. Dezember | Joseph Vacher                            | französischer Serienmörder                                                                                | 29    |       |
| 31. Dezember | Jesaja Wohlgemuth                        | deutscher Rabbiner                                                                                        | 78    |       |

## Datum unbekannt
| Tag | Name                                        | Beruf, bekannt als | Alter | Beleg |
| --- | ------------------------------------------- | --- | ----- | ----- |
|     | Émilie Ambre                                | französische Opernsängerin |       |       |
|     | Adolphe Appian                              | französischer Landschaftsmaler |       |       |
|     | Asman Jah                                   | Adeliger und Mit-Regent während der Minderjährigkeit des Nizam im indischen Fürstenstaat Hyderabad, zu Zeiten Asaf Jah VI. Mitglied des Kronrats und Diwan (1887–1893) |       |       |
|     | Johann Baptist Beha                         | deutscher Uhrmacher |       |       |
|     | Francesco Gregorio Billini                  | Präsident der Dominikanischen Republik |       |       |
|     | Auguste Brachet                             | französischer Romanist |       |       |
|     | Jacob Brett                                 | britischer Nachrichtentechniker |       |       |
|     | John L. Broome                              | US-amerikanischer Offizier |       |       |
|     | Modeste Cornil                              | belgischer Rechtswissenschaftler |       |       |
|     | Michael Dauzenberg                          | deutscher Orgelbauer |       |       |
|     | Ludwig Eberling                             | Hofgärtner auf der Insel Mainau |       |       |
|     | Friedrich Egloffstein                       | amerikanischer Rechtsanwalt und Politiker |       |       |
|     | Luigi Fiorillo                              | italienischer Fotograf |       |       |
|     | Carl Johann Freudenberg                     | deutscher Unternehmer |       |       |
|     | Woldemar Junker von Ober-Conreuth           | deutscher Verwaltungsjurist; Regierungspräsident in Breslau |       |       |
|     | Robert C. Kirk                              | US-amerikanischer Politiker |       |       |
|     | Lütfi                                       | armenischer Dichter und Journalist |       |       |
|     | Franz Xaver Lütz                            | deutscher Architekt des Historismus |       |       |
|     | Hugo Oelbermann                             | deutscher Dichter |       |       |
|     | Johann Wilhelm Plaßmann                     | deutscher Politiker und Abgeordneter |       |       |
|     | Auguste Pomel                               | französischer Geologe und Paläontologe |       |       |
|     | Lovica von Pröpper                          | deutsche Kochbuchautorin |       |       |
|     | Richard von Puttkamer                       | deutscher Verwaltungsbeamter und Rittergutsbesitzer |       |       |
|     | Amédée Rosier                               | französischer Maler |       |       |
|     | Cayo Marqués de San Carlos Quiñones de León | spanischer Diplomat |       |       |
|     | Sotirios Sotiropoulos                       | griechischer Ministerpräsident |       |       |
|     | Wilhelm Walliser                            | badischer Bildhauer |       |       |
|     | Charles A. White                            | US-amerikanischer Politiker | ≈70   |       |
|     | Heinrich Winter                             | deutscher Verwaltungsbeamter im Herzogtum Sachsen-Coburg und Gotha |       |       |
|     | Marie Augustine Worth                       | Ehefrau des Modedesigners Charles Frederick Worth und das erste Mannequin                                                                                              |       |       |